# Représentations diplomatiques des États-Unis

Représentations diplomatiques des États-Unis :
États-Unis
Ambassade
Section des intérêts des États-Unis dans l'ambassade suisse
Institut américain à Taïwan
Pas de mission diplomatique

Voici les représentations diplomatiques des États-Unis à l'étranger :

## Afrique
- Afrique du Sud
  - Pretoria (ambassade)
  - Le Cap (consulat général)
  - Durban (consulat général)
  - Johannesburg (consulat général)
- Algérie
  - Alger (ambassade)
  - Oran (consulat général)
- Angola
  - Luanda (ambassade)
- Bénin
  - Cotonou (ambassade)
- Botswana
  - Gaborone (ambassade)
- Burkina Faso
  - Ouagadougou (ambassade)
- Burundi
  - Bujumbura (ambassade)
- Cameroun
  - Yaoundé (ambassade)
- Cap-Vert
  - Praia (ambassade)
- République centrafricaine
  - Bangui (ambassade)
- République du Congo
  - Brazzaville (ambassade)
- République démocratique du Congo
  - Kinshasa (ambassade)
- Côte d'Ivoire
  - Abidjan (ambassade)
- Djibouti
  - Djibouti (ambassade)
- Égypte
  - Le Caire (ambassade)
- Érythrée
  - Asmara (ambassade)
- Eswatini
  - Mbabane (ambassade)
- Éthiopie
  - Addis-Abeba (ambassade)
- Gabon
  - Libreville (ambassade)
- Gambie
  - Banjul (ambassade)
- Ghana
  - Accra (ambassade)
- Guinée
  - Conakry (ambassade)
- Guinée-Bissau
  - Bissau (Office)
- Guinée équatoriale
  - Malabo (ambassade)
- Kenya
  - Nairobi (ambassade)
- Lesotho
  - Maseru (ambassade)
- Liberia
  - Monrovia (ambassade)
- Madagascar
  - Antananarivo (ambassade)
- Malawi
  - Lilongwe (ambassade)
- Mali
  - Bamako (ambassade)
- Maroc
  - Rabat (ambassade)
  - Casablanca (consulat général)
- Maurice
  - Port Louis (ambassade)
- Mauritanie
  - Nouakchott (ambassade)
- Mozambique
  - Maputo (ambassade)
- Namibie
  - Windhoek (ambassade)
- Niger
  - Niamey (ambassade)
- Nigeria
  - Abuja (ambassade)
  - Lagos (consulat général)
- Ouganda
  - Kampala (ambassade)
- Rwanda
  - Kigali (ambassade)
- Sénégal
  - Dakar (ambassade)
- Seychelles
  - Victoria (ambassade)
- Sierra Leone
  - Freetown (ambassade)
- Somalie
  - Mogadiscio (ambassade)
- Soudan du Sud
  - Djouba (ambassade)
- Tanzanie
  - Dar es Salaam (ambassade)
- Tchad
  - N'Djaména (ambassade)
- Togo
  - Lomé (ambassade)
- Tunisie
  - Tunis (ambassade)
- Zambie
  - Lusaka (ambassade)
- Zimbabwe
  - Harare (ambassade)

## Amérique
- Antigua-et-Barbuda
  - St. John's (agence consulaire)
- Argentine
  - Buenos Aires (ambassade)
- Bahamas
  - Nassau (ambassade)
- Barbade
  - Bridgetown (ambassade)
- Belize
  - Belmopan (ambassade)
- Bolivie
  - La Paz (ambassade)
- Brésil
  - Brasília (ambassade)
  - Rio de Janeiro (consulat général)
  - São Paulo (consulat général)
  - Recife (consulat)
  - Fortaleza (agence consulaire)
  - Manaus (agence consulaire)
  - Porto Alegre (agence consulaire)
  - Salvador (agence consulaire)
- Canada
  - Ottawa (ambassade)
  - Calgary (consulat général)
  - Halifax (consulat général)
  - Montréal (consulat général)
  - Québec (consulat général)
  - Toronto (consulat général)
  - Vancouver (consulat général)
  - Winnipeg (consulat)
- Chili
  - Santiago du Chili (ambassade)
- Colombie
  - Bogota (ambassade)
- Costa Rica
  - San José (ambassade)
- Cuba
  - La Havane (ambassade)
- Équateur
  - Quito (ambassade)
  - Guayaquil (consulat général)
- Grenade
  - Saint-Georges (ambassade)
- Guatemala
  - Guatemala (ville) (ambassade)
- Guyana
  - Georgetown (ambassade)
- Haïti
  - Port-au-Prince (ambassade)
- Honduras
  - Tegucigalpa (ambassade)
- Jamaïque
  - Kingston (ambassade)
- Mexique
  - Mexico (ambassade)
  - Ciudad Juárez (consulat général)
  - Guadalajara (consulat général)
  - Hermosillo (consulat général)
  - Matamoros (consulat général)
  - Mérida (consulat général)
  - Monterrey (consulat général)
  - Nogales (consulat général)
  - Nuevo Laredo (consulat général)
  - Tijuana (consulat général)
  - Acapulco (agence consulaire)
  - Cabo San Lucas (agence consulaire)
  - Cancún (agence consulaire)
  - Mazatlán (agence consulaire)
  - Oaxaca de Juárez (agence consulaire)
  - Piedras Negras (agence consulaire)
  - Playa del Carmen (agence consulaire)
  - Puerto Vallarta (agence consulaire)
  - San Miguel de Allende (agence consulaire)
- Nicaragua
  - Managua (ambassade)
- Panama
  - Panamá (ambassade)
- Paraguay
  - Asuncion (ambassade)
- Pérou
  - Lima (ambassade)
  - Cusco (agence consulaire)
- République dominicaine
  - Saint-Domingue (ambassade)
  - Puerto Plata (agence consulaire)
  - Punta Cana (agence consulaire)
- Salvador
  - San Salvador (ambassade)
- Suriname
  - Paramaribo (ambassade)
- Trinité-et-Tobago
  - Port-d'Espagne (ambassade)
- Uruguay
  - Montevideo (ambassade)

## Asie
- Afghanistan
  - Kaboul (Section d'intérêt)
- Arabie saoudite
  - Riyad (ambassade)
  - Dhahran (consulat général)
  - Djeddah (consulat général)
- Arménie
  - Erevan (ambassade)
- Azerbaïdjan
  - Bakou (ambassade)
- Bahreïn
  - Manama (ambassade)
- Bangladesh
  - Dhâkâ (ambassade)
- Birmanie
  - Yangon (ambassade)
- Brunei
  - Bandar Seri Begawan (ambassade)
- Cambodge
  - Phnom Penh (ambassade)
- Chine
  - Pékin (ambassade)
  - Canton (consulat général)
  - Hong Kong (consulat général)
  - Shanghai (consulat général)
  - Shenyang (consulat général)
  - Wuhan (consulat général)
- Corée du Sud
  - Séoul (ambassade)
- Émirats arabes unis
  - Abou Dabi (ambassade)
  - Dubaï (consulat général)
- Géorgie
  - Tbilisi (ambassade)
- Inde
  - New Delhi (ambassade)
  - Bombay (consulat général)
  - Calcutta (consulat général)
  - Chennai (consulat général)
  - Hyderabad (consulat général)
- Indonésie
  - Jakarta (ambassade)
  - Medan (consulat)
  - Surabaya (consulat général)
  - Denpasar (agence consulaire)
- Irak
  - Bagdad (ambassade)
  - Erbil (consulat général)
- Iran
  - Téhéran (section d'intérêt)
- Israël
  - Jérusalem (ambassade)
  - Tel-Aviv-Jaffa (bureau de l'ambassade)
- Japon
  - Tokyo (ambassade)
  - Naha (consulat général)
  - Osaka (consulat général)
  - Sapporo (consulat général)
  - Fukuoka (consulat)
  - Nagoya (consulat)
- Jordanie
  - Amman (ambassade)
- Kazakhstan
  - Astana (ambassade)
  - Almaty (consulat général)
- Kirghizistan
  - Bichkek (ambassade)
- Koweït
  - Koweït ville (ambassade)
- Laos
  - Vientiane (ambassade)
- Liban
  - Beyrouth (ambassade)
- Malaisie
  - Kuala Lumpur (ambassade)
- Maldives
  - Malé (ambassade)
- Mongolie
  - Ulaanbaatar (ambassade)
- Népal
  - Katmandou (ambassade)
- Oman
  - Mascate (ambassade)
- Ouzbékistan
  - Tachkent (ambassade)
- Pakistan
  - Islamabad (ambassade)
  - Karachi (consulat général)
  - Lahore (consulat général)
  - Peshawar (consulat général)
- Philippines
  - Manille (ambassade)
  - Cebu (agence consulaire)
- Qatar
  - Doha (ambassade)
- Singapour
  - Singapour (ambassade)
- Sri Lanka
  - Colombo (ambassade)
- Syrie
  - Damas (section d'intérêt)
- Tadjikistan
  - Douchanbé (ambassade)
- Taïwan
  - Taipei (American Institute à Taiwan)
  - Kaohsiung (American Institute à Taiwan, antenne)
- Thaïlande
  - Bangkok (ambassade)
  - Chiang Mai (consulat général)
- Timor oriental
  - Dili (ambassade)
- Turkménistan
  - Achgabat (ambassade)
- Turquie
  - Ankara (ambassade)
  - Istanbul (consulat général)
  - Adana (consulat)
- Vietnam
  - Hanoï (ambassade)
  - Hô-Chi-Minh-Ville (consulat général)

## Europe
- Albanie
  - Tirana (ambassade)
- Allemagne
  - Berlin (ambassade)
  - Düsseldorf (consulat général)
  - Francfort (consulat général)
  - Hambourg (consulat général)
  - Leipzig (consulat général)
  - Munich (consulat général)
- Autriche
  - Vienne (ambassade)
- Belgique
  - Bruxelles (ambassade)
- Bosnie-Herzégovine
  - Sarajevo (ambassade)
  - Banja Luka (Embassy Branch Office)
  - Mostar (Embassy Branch Office)
- Bulgarie
  - Sofia (ambassade)
- Chypre
  - Nicosie (ambassade)
- Croatie
  - Zagreb (ambassade)
- Danemark
  - Copenhague (ambassade)
- Espagne
  - Madrid (ambassade)
  - Barcelone (consulat général)
  - Las Palmas de Grande Canarie (agence consulaire)
  - Malaga (agence consulaire)
  - Palma (agence consulaire)
  - Séville (agence consulaire)
  - Valence (agence consulaire)
- Estonie
  - Tallinn (ambassade)
- Finlande
  - Helsinki (ambassade)
- France
  - Paris (ambassade)
  - Bordeaux (consulat général)
  - Lyon (consulat général)
  - Marseille (consulat général)
  - Strasbourg (consulat général)
  - Rennes (consulat général)
  - Toulouse (poste de présence américaine)
- Grèce
  - Athènes (ambassade)
  - Thessalonique (consulat général)
- Hongrie
  - Budapest (ambassade)
- Irlande
  - Dublin (ambassade)
- Islande
  - Reykjavik (ambassade)
- Italie
  - Rome (ambassade)
  - Florence (consulat général)
  - Milan (consulat général)
  - Naples (consulat général)
  - Gênes (agence consulaire)
  - Palerme (agence consulaire)
  - Venise (agence consulaire)
- Kosovo
  - Pristina (ambassade)
- Lettonie
  - Riga (ambassade)
- Lituanie
  - Vilnius (ambassade)
- Luxembourg
  - Luxembourg (ambassade)
- Macédoine du Nord
  - Skopje (ambassade)
- Malte
  - La Vallette (ambassade)
- Moldavie
  - Chişinău (ambassade)
- Monténégro
  - Podgorica (ambassade)
- Norvège
  - Oslo (ambassade)
- Pays-Bas
  - La Haye (ambassade)
  - Amsterdam (consulat général)
  - Willemstad, Antilles néerlandaises (consulat général)
- Pologne
  - Varsovie (ambassade)
  - Cracovie (consulat général)
  - Poznań (agence consulaire)
- Portugal
  - Lisbonne (ambassade)
  - Ponta Delgada (consulat)
- Roumanie
  - Bucarest (ambassade)
- Royaume-Uni
  - Londres (ambassade)
  - Belfast (consulat général)
  - Édimbourg (consulat général)
  - Hamilton (consulat général)
- Russie
  - Moscou (ambassade)
- Serbie
  - Belgrade (ambassade)
- Slovaquie
  - Bratislava (ambassade)
- Slovénie
  - Ljubljana (ambassade)
- Suède
  - Stockholm (ambassade)
- Suisse
  - Berne (ambassade)
  - Genève (agence consulaire)
  - Zurich (agence consulaire)
- République tchèque
  - Prague (ambassade)
- Ukraine
  - Kiev (ambassade)
- Vatican
  - Cité du Vatican (ambassade)

## Océanie
- Australie
  - Canberra (ambassade)
  - Melbourne (consulat général)
  - Perth (consulat général)
  - Sydney (consulat général)
- Fidji
  - Suva (ambassade)
- Îles Marshall
  - Majuro (ambassade)
- États fédérés de Micronésie
  - Kolonia (ambassade)
- Nouvelle-Zélande
  - Wellington (ambassade)
  - Auckland (consulat général)
- Palaos
  - Koror (ambassade)
- Papouasie-Nouvelle-Guinée
  - Port Moresby (ambassade)
- Îles Salomon
  - Honiara (ambassade)
- Samoa
  - Apia (ambassade)
- Tonga
  - Nukuʻalofa (ambassade)
- Vanuatu
  - Port-Vila (ambassade)

## Organisations internationales
- Bruxelles (mission permanente auprès de l'Union européenne)
- Genève (mission permanente auprès de l'Organisation des Nations unies)
- Montréal (mission permanente auprès de l'Organisation de l'aviation civile internationale)
- New York (mission permanente auprès de l'Organisation des Nations unies)
- Paris (mission permanente auprès de l'OCDE)
- Paris (mission permanente auprès de l'UNESCO)
- Rome (mission permanente auprès de l'Organisation des Nations unies pour l'alimentation et l'agriculture)
- Vienne (mission permanente auprès de l'Organisation des Nations unies)
- Washington, D.C. (mission permanente auprès de l'Organisation des États américains)

## Galerie

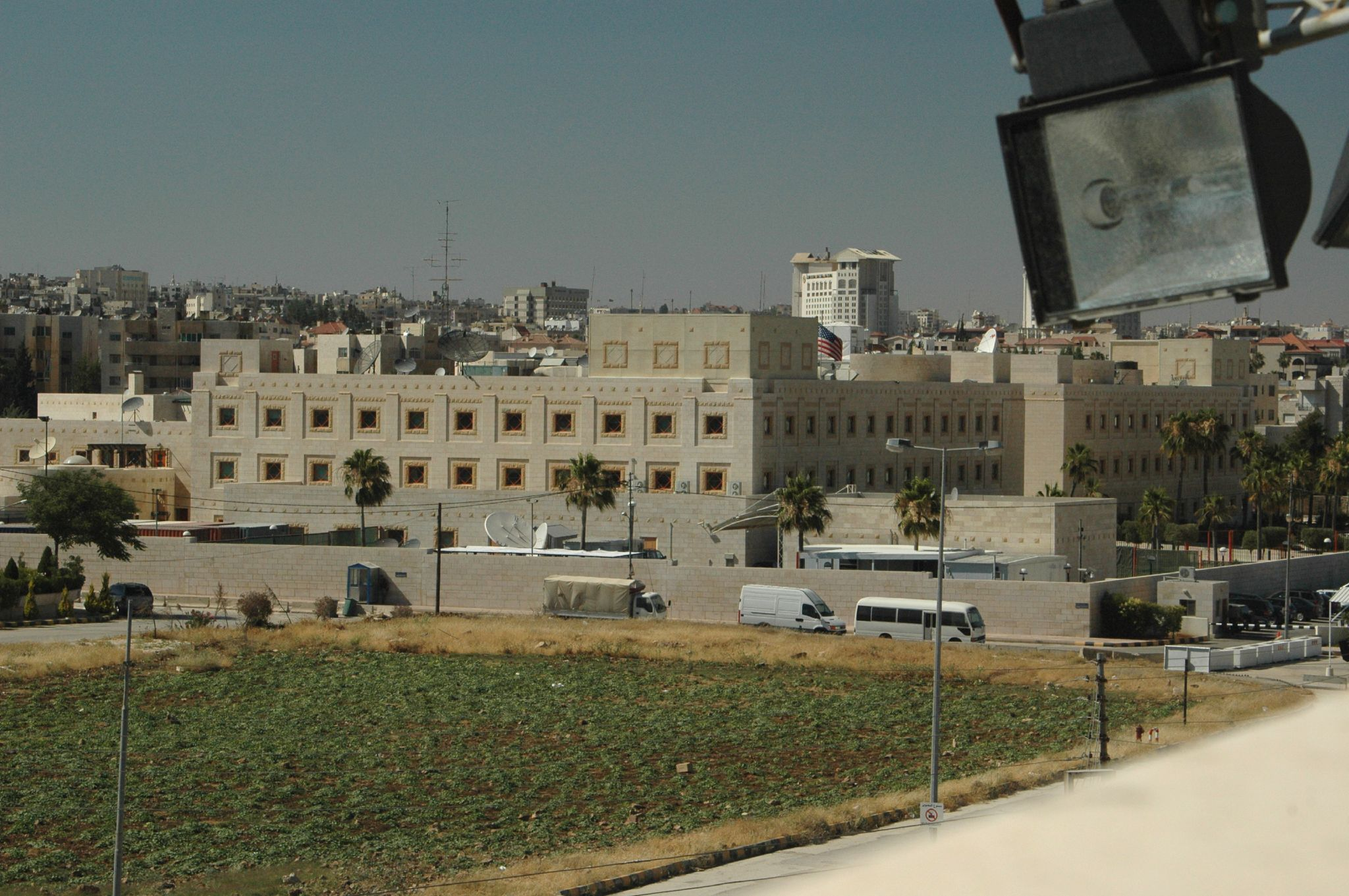
Ambassade à Amman.
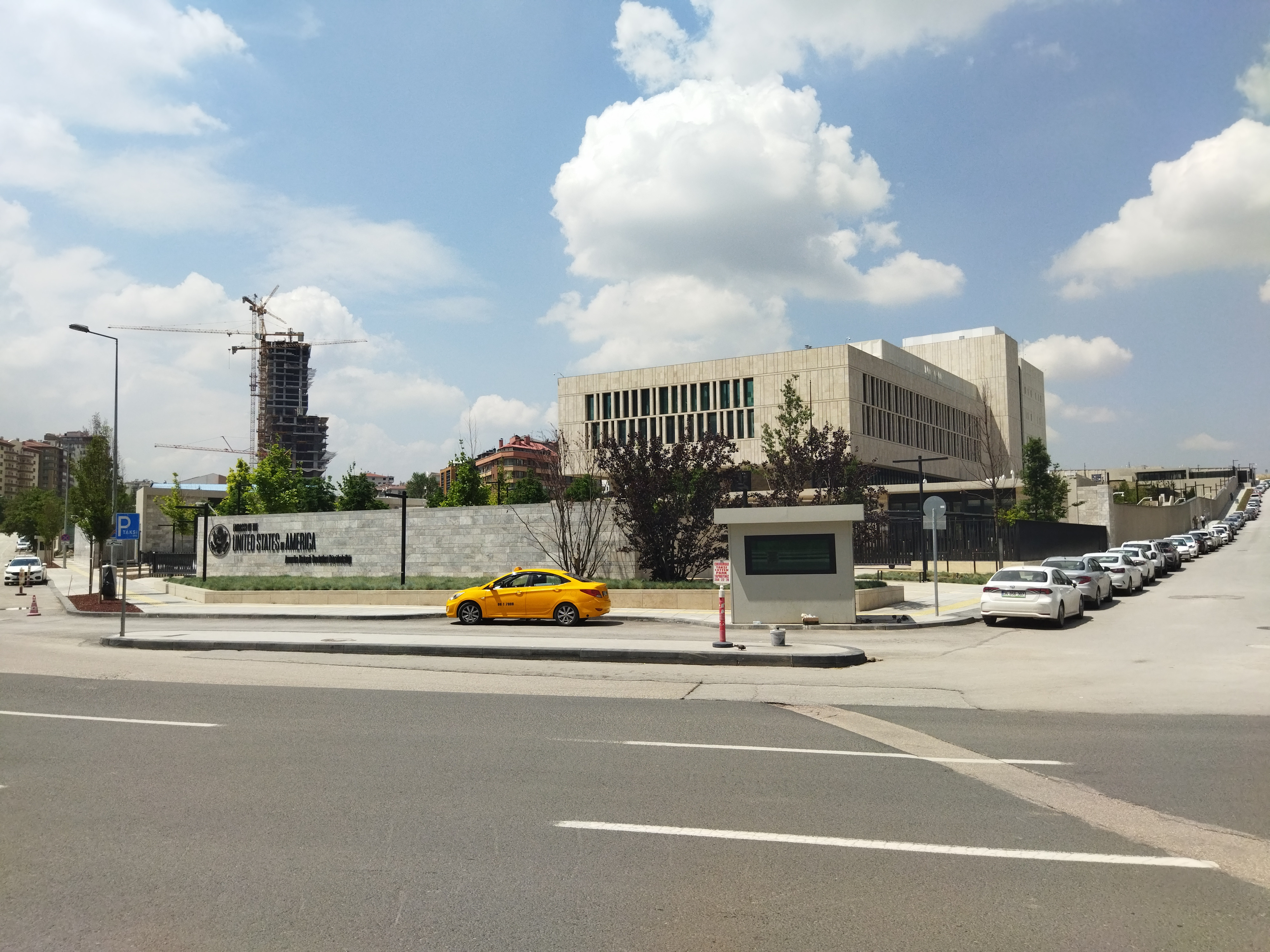
Ambassade à Ankara.
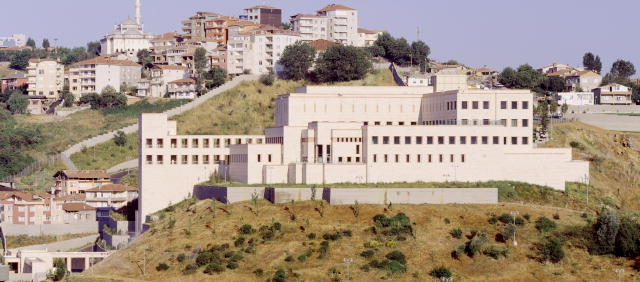
Consulat général à Istanbul.
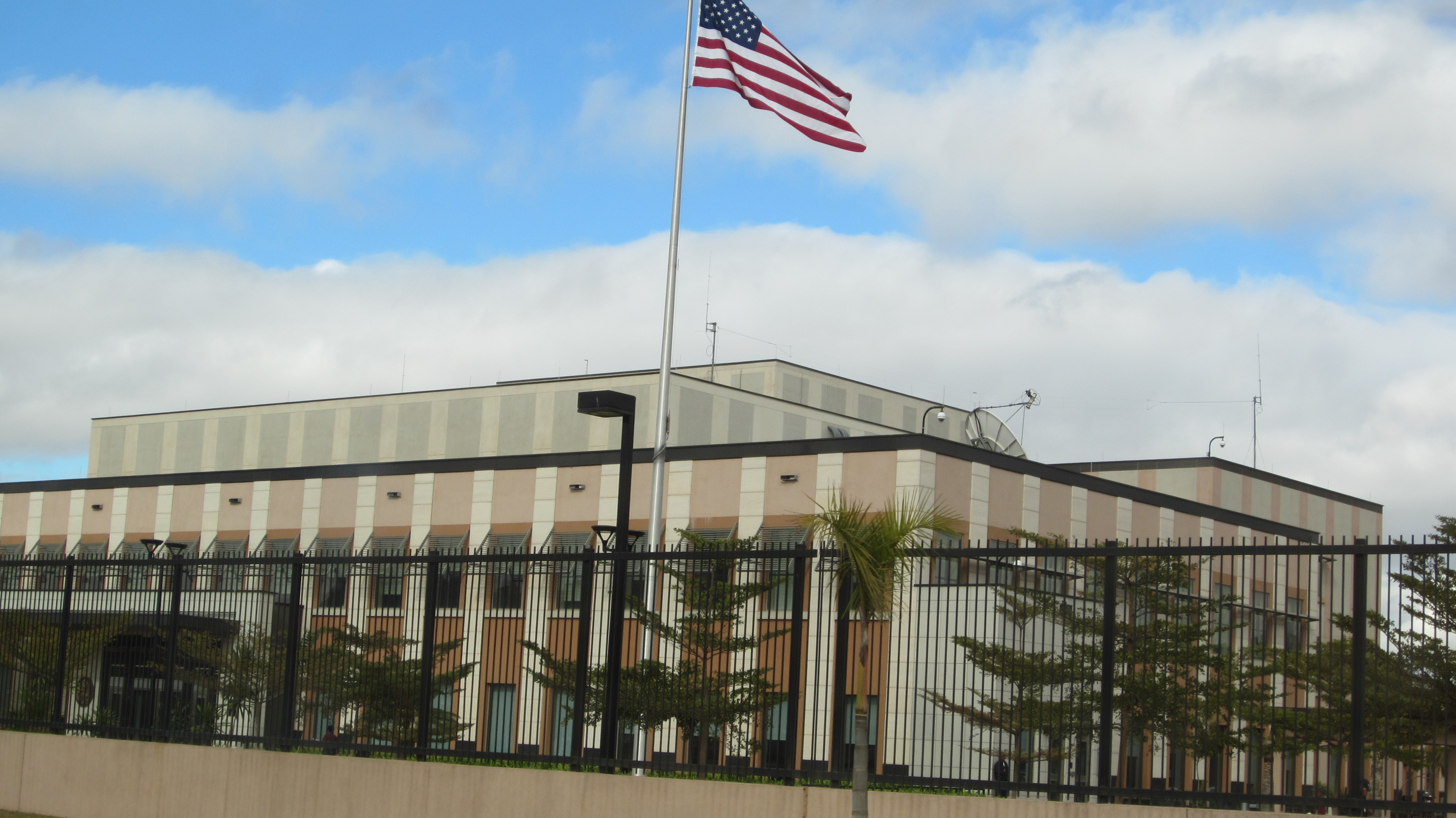
Ambassade à Antananarivo.
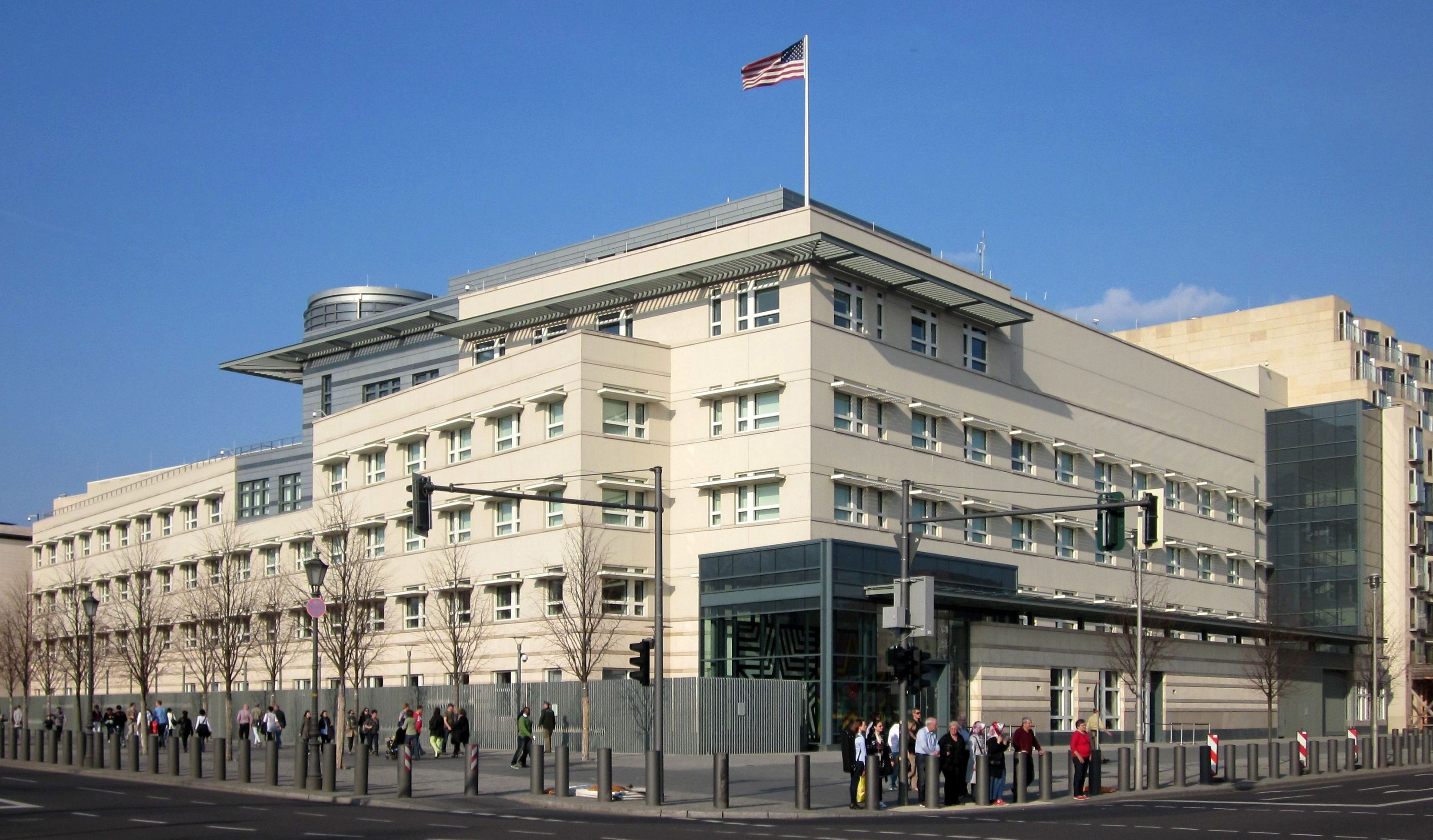
Ambassade à Berlin.
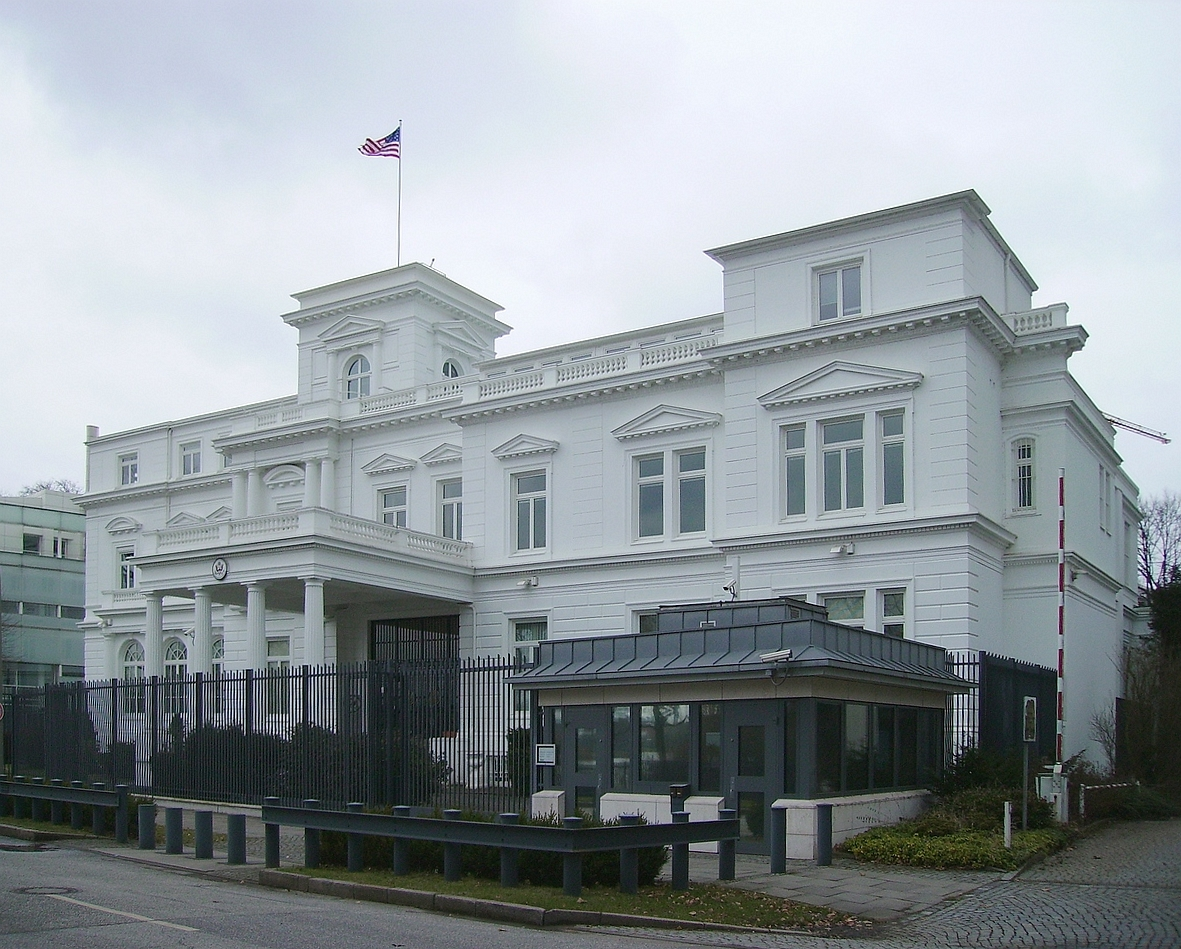
Consulat général à Hambourg.
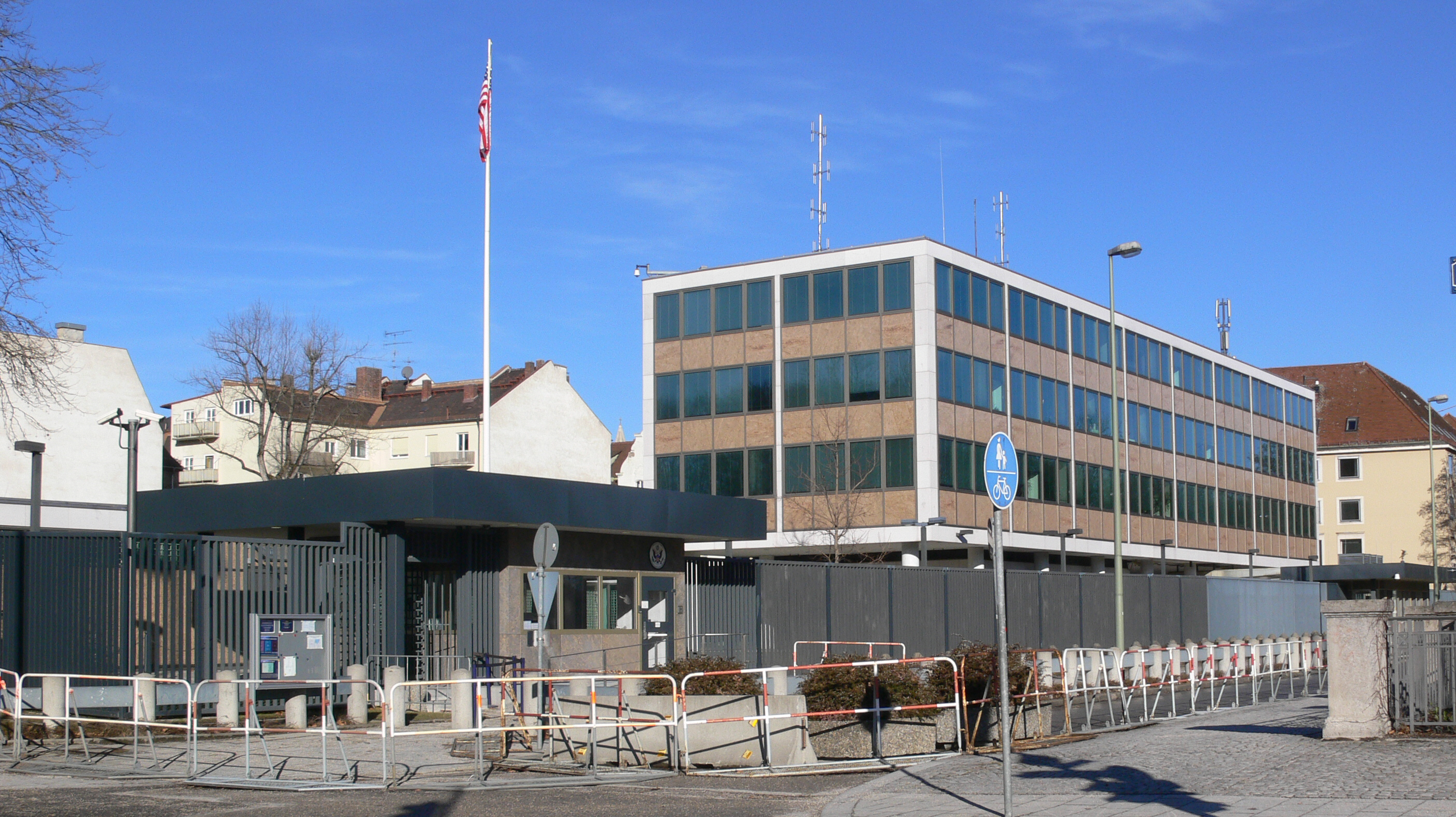
Consulat général à Munich.
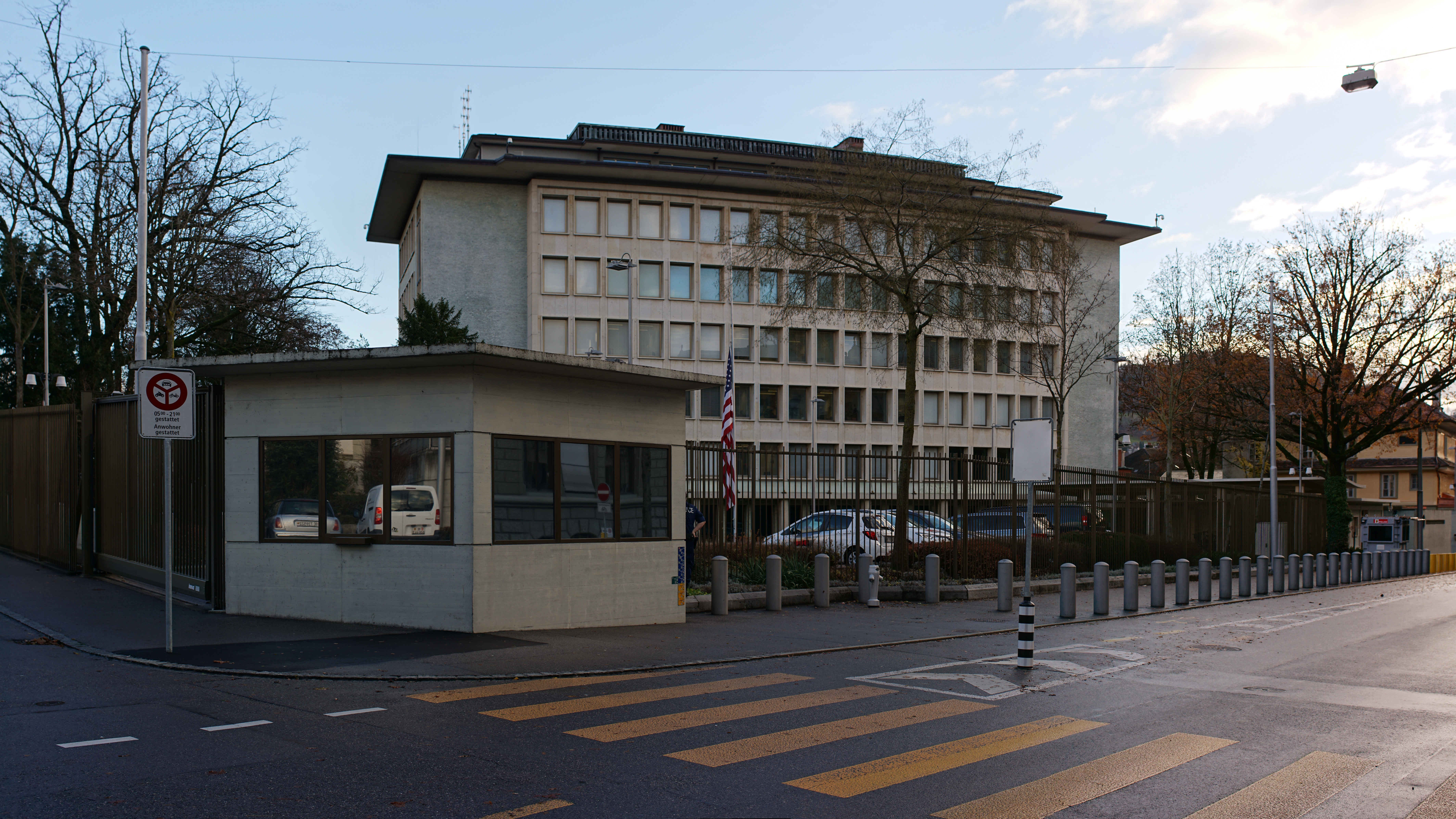
Ambassade à Berne.
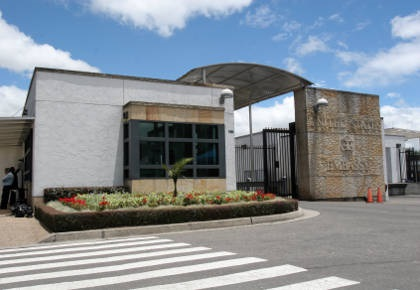
Ambassade à Bogota.
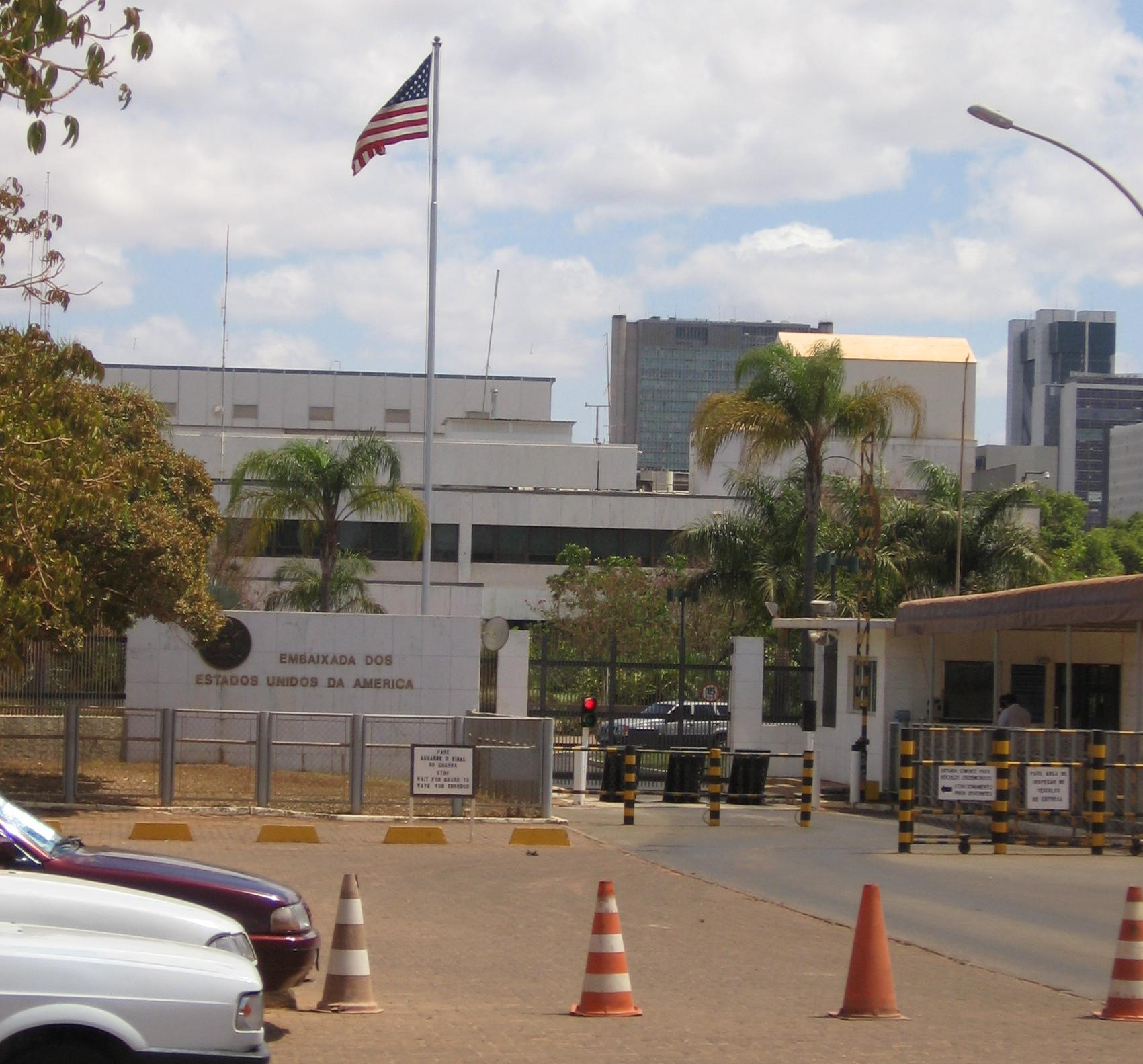
Ambassade à Brasília.
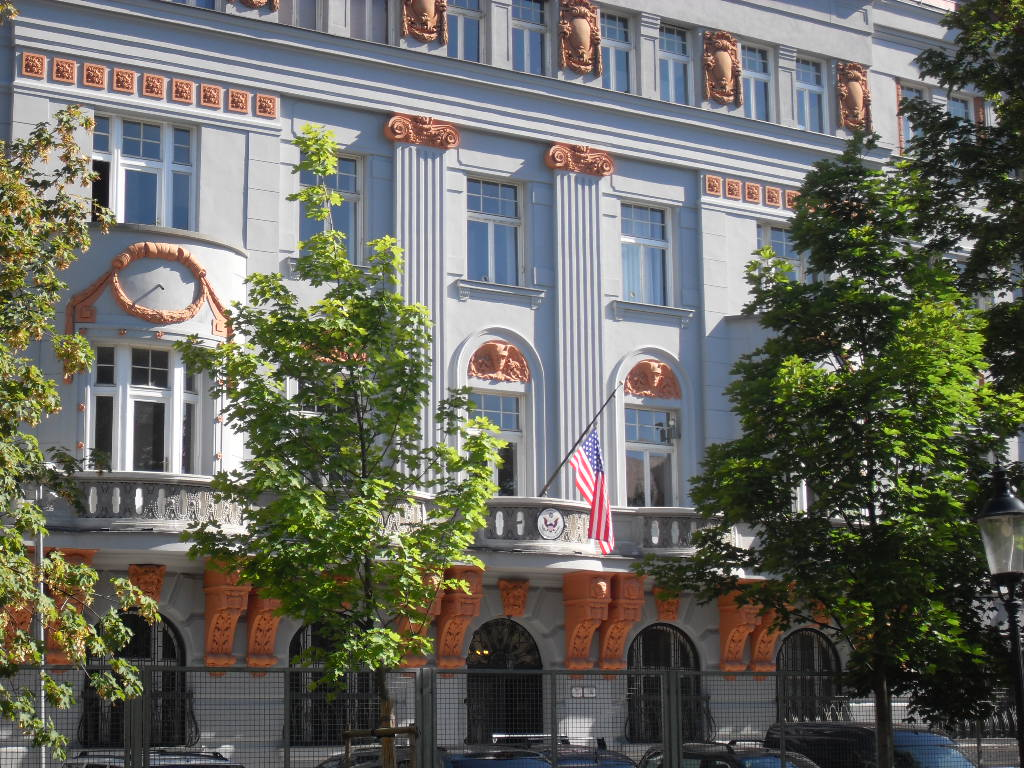
Ambassade à Bratislava.
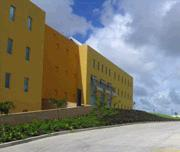
Ambassade à Bridgetown.
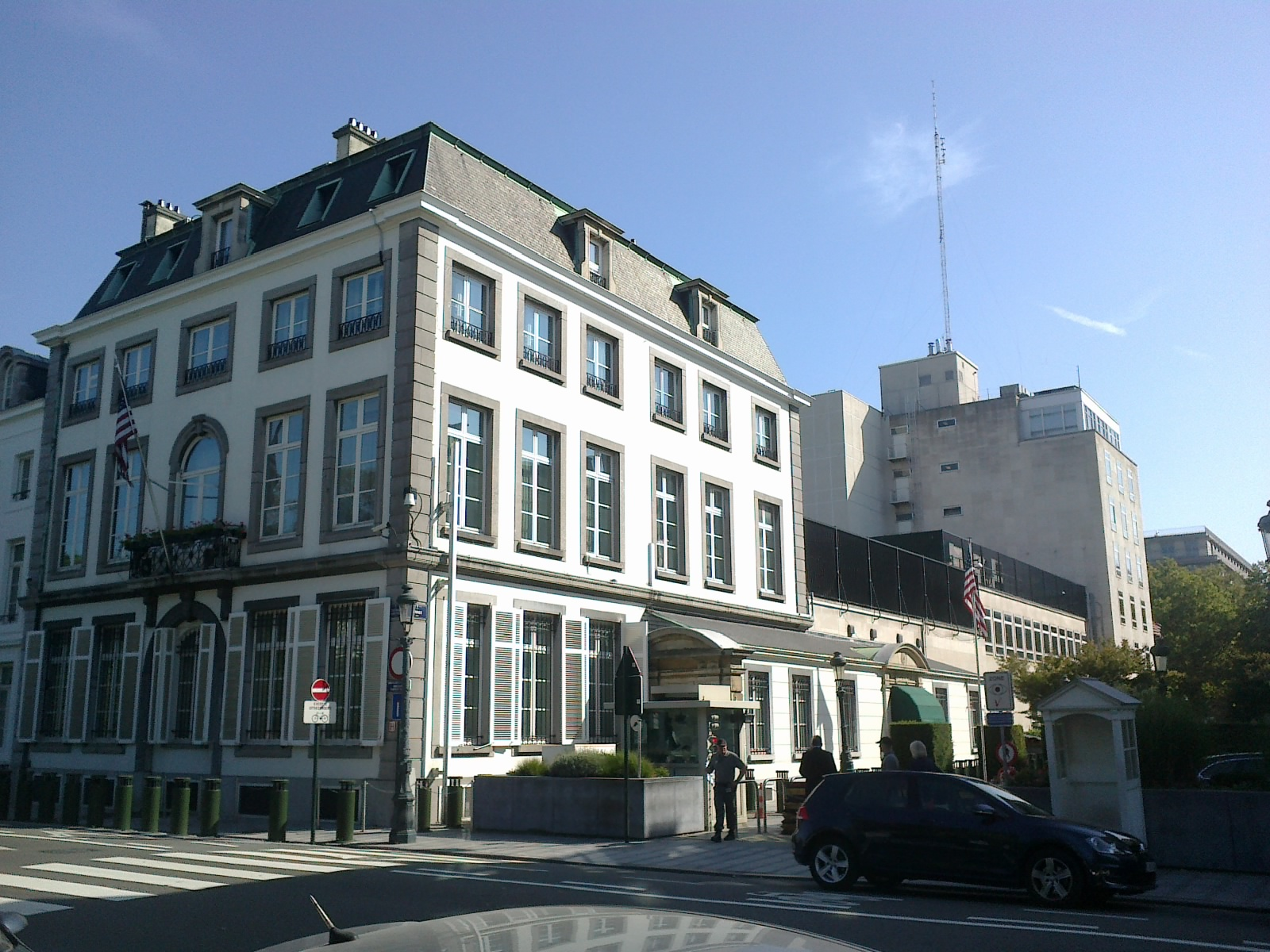
Ambassade à Bruxelles.
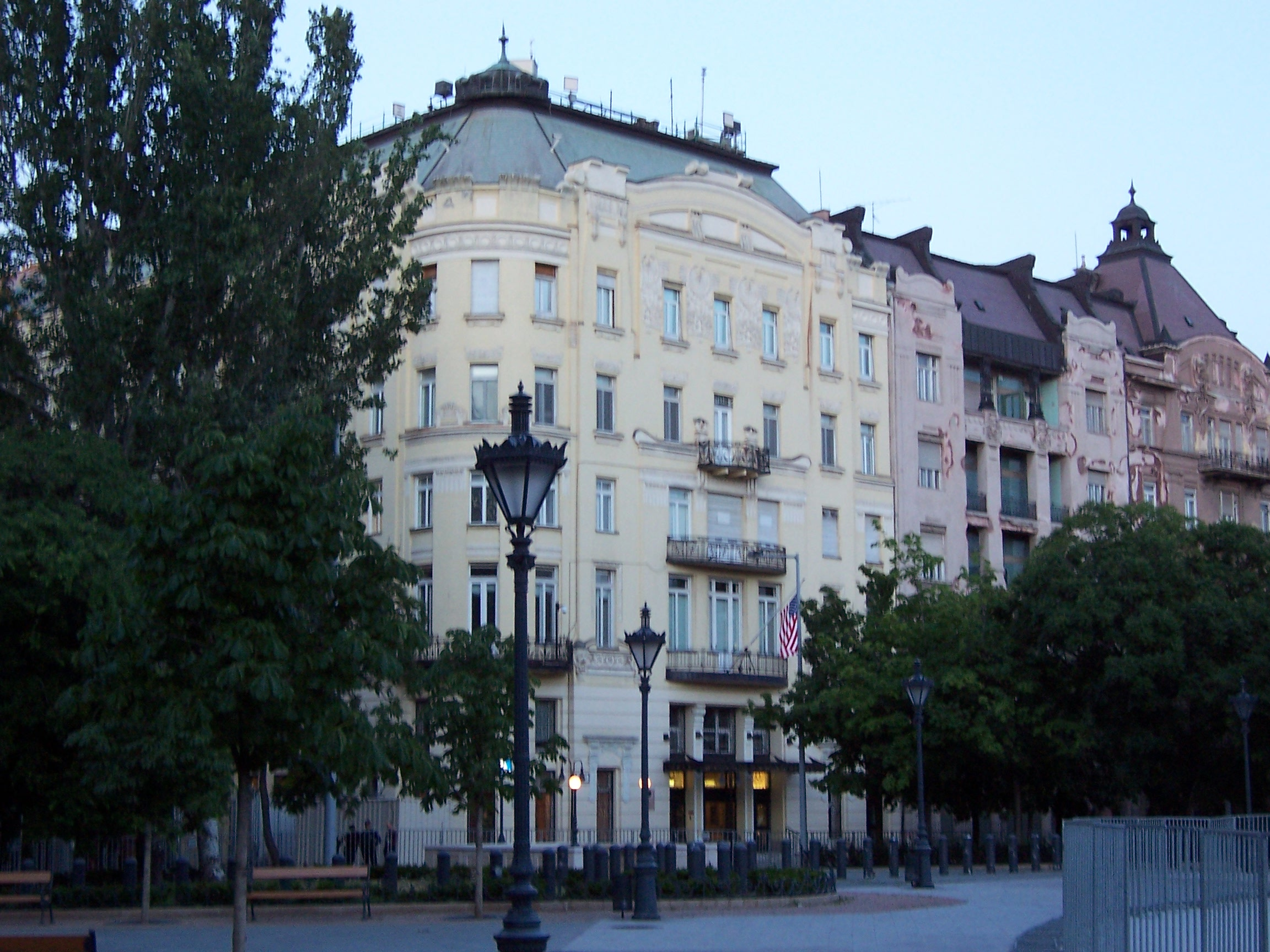
Ambassade à Budapest.
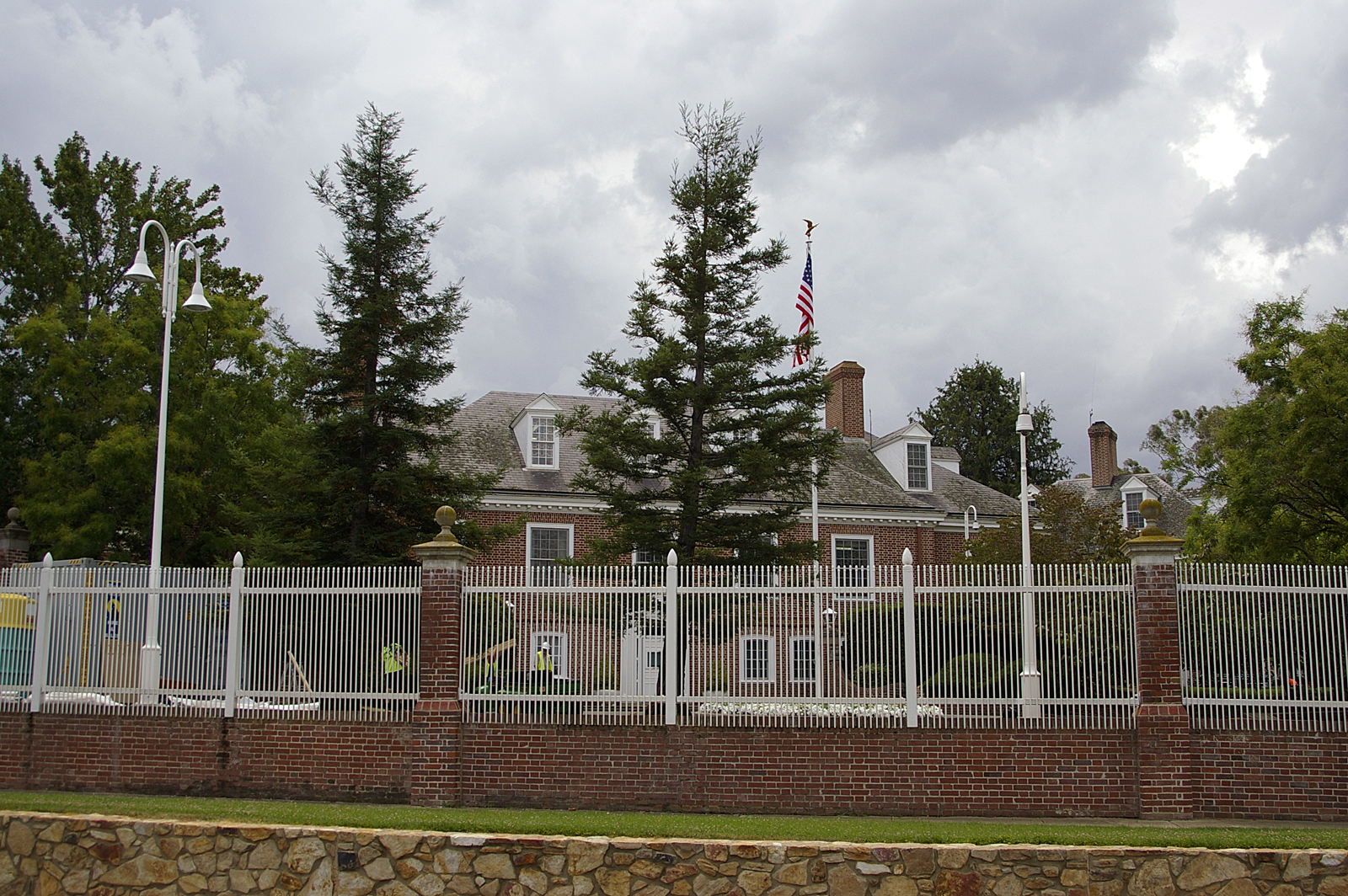
Ambassade à Canberra.
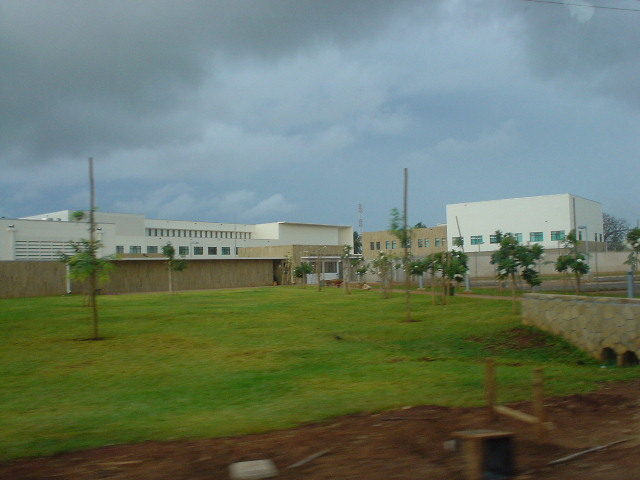
Ambassade à Dar es Salaam.
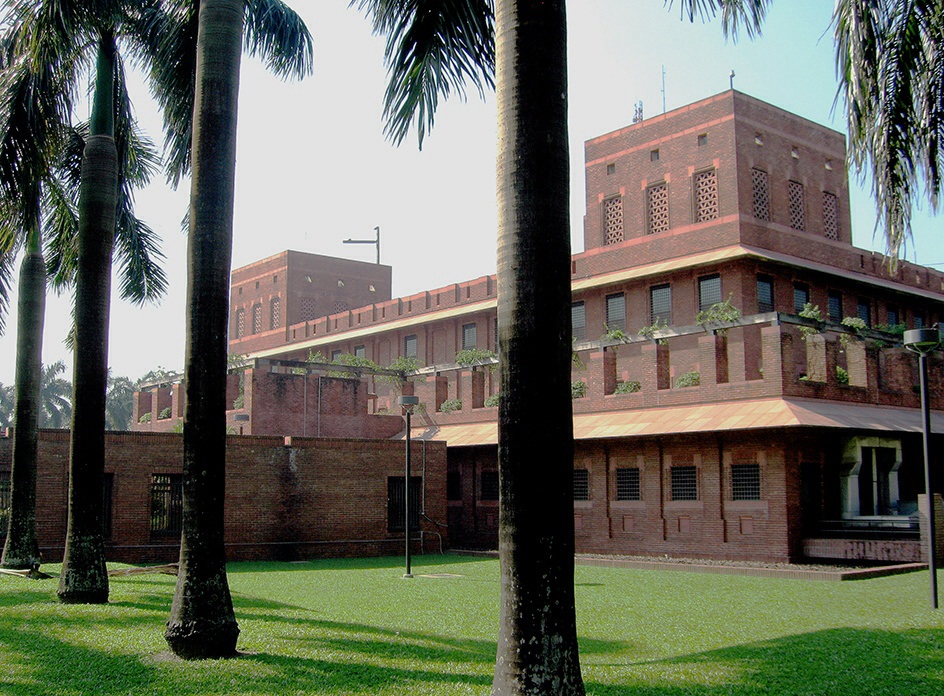
Ambassade à Dhâkâ.
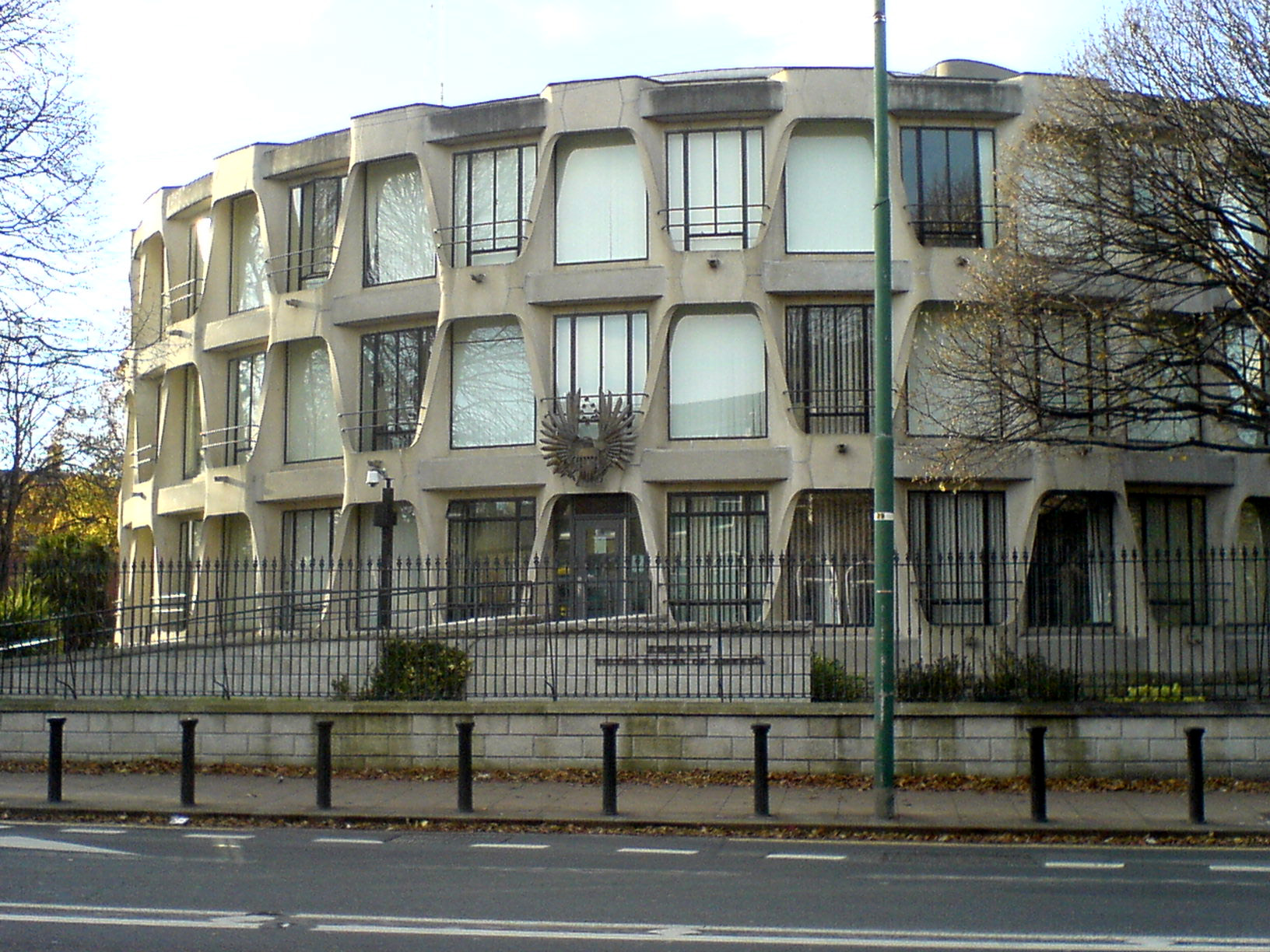
Ambassade à Dublin.
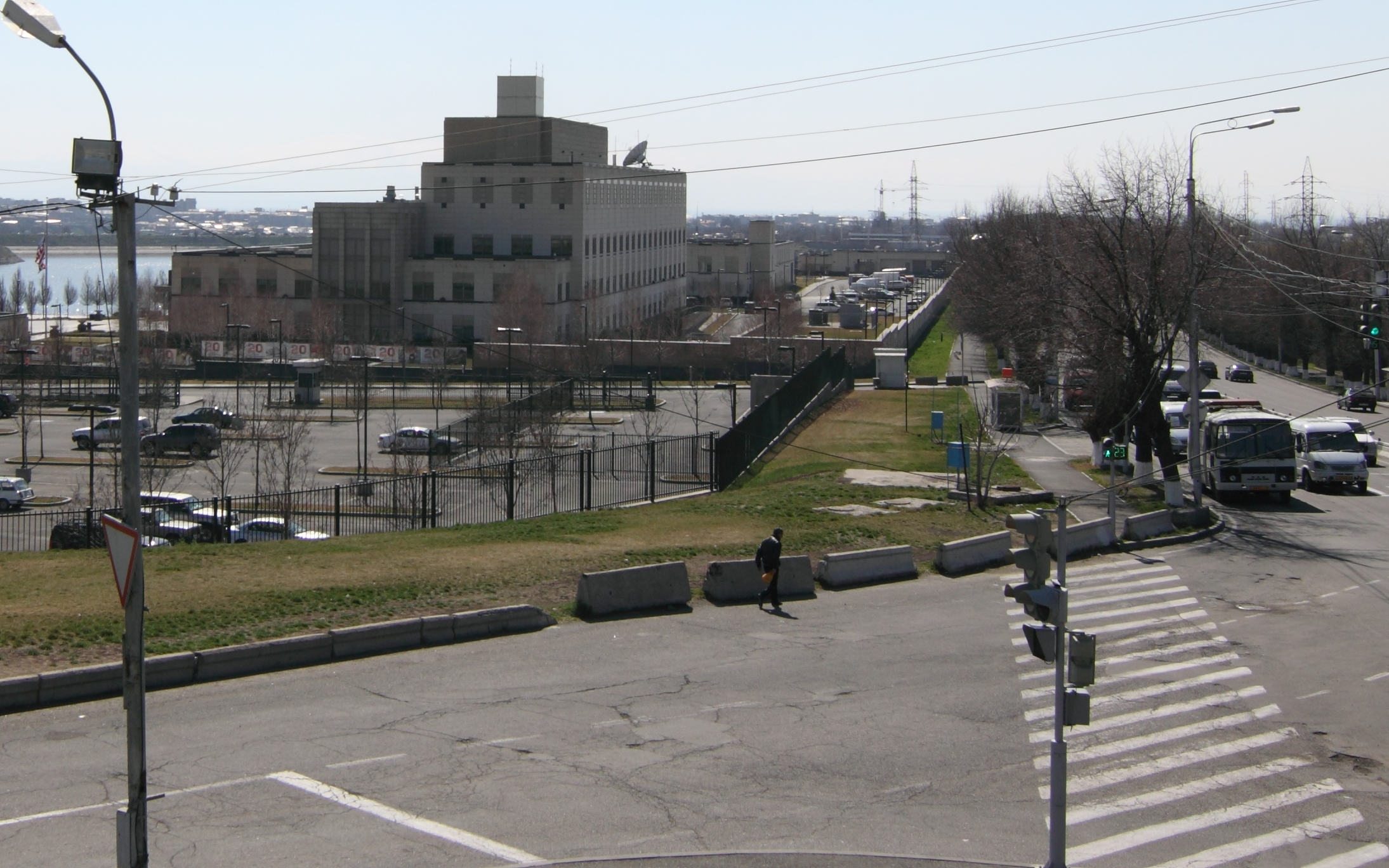
Ambassade à Erevan.
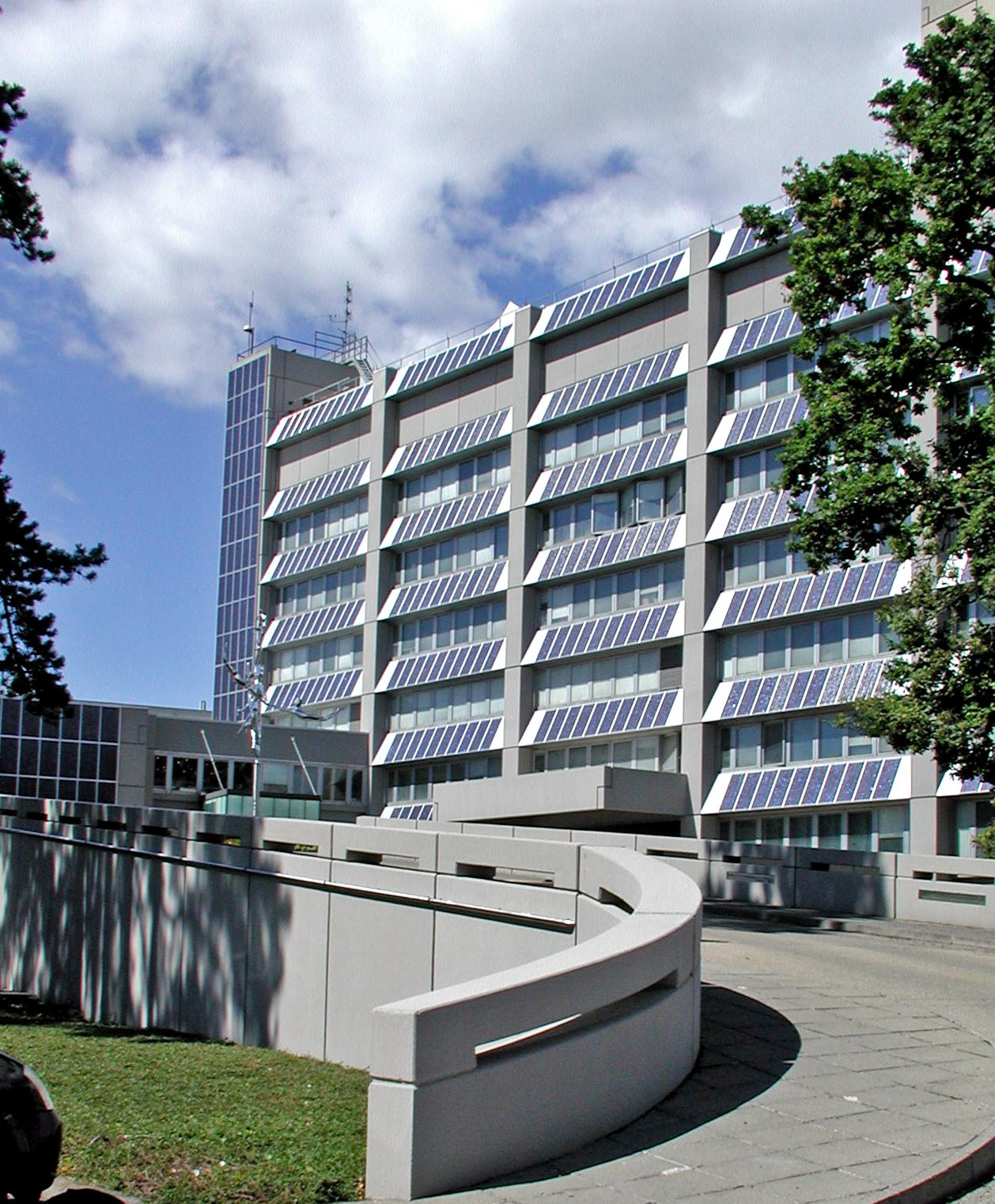
Mission permanente auprès les Nations unies, Genève.
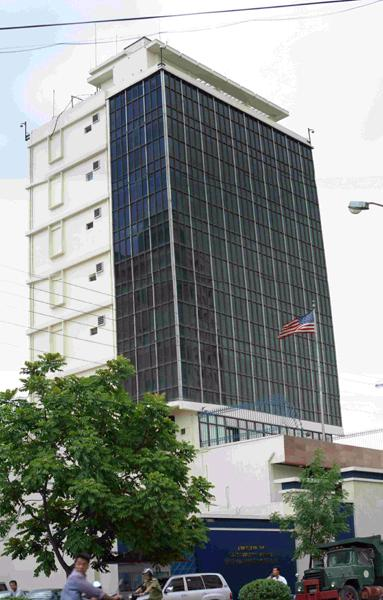
Ambassade à Hanoï.
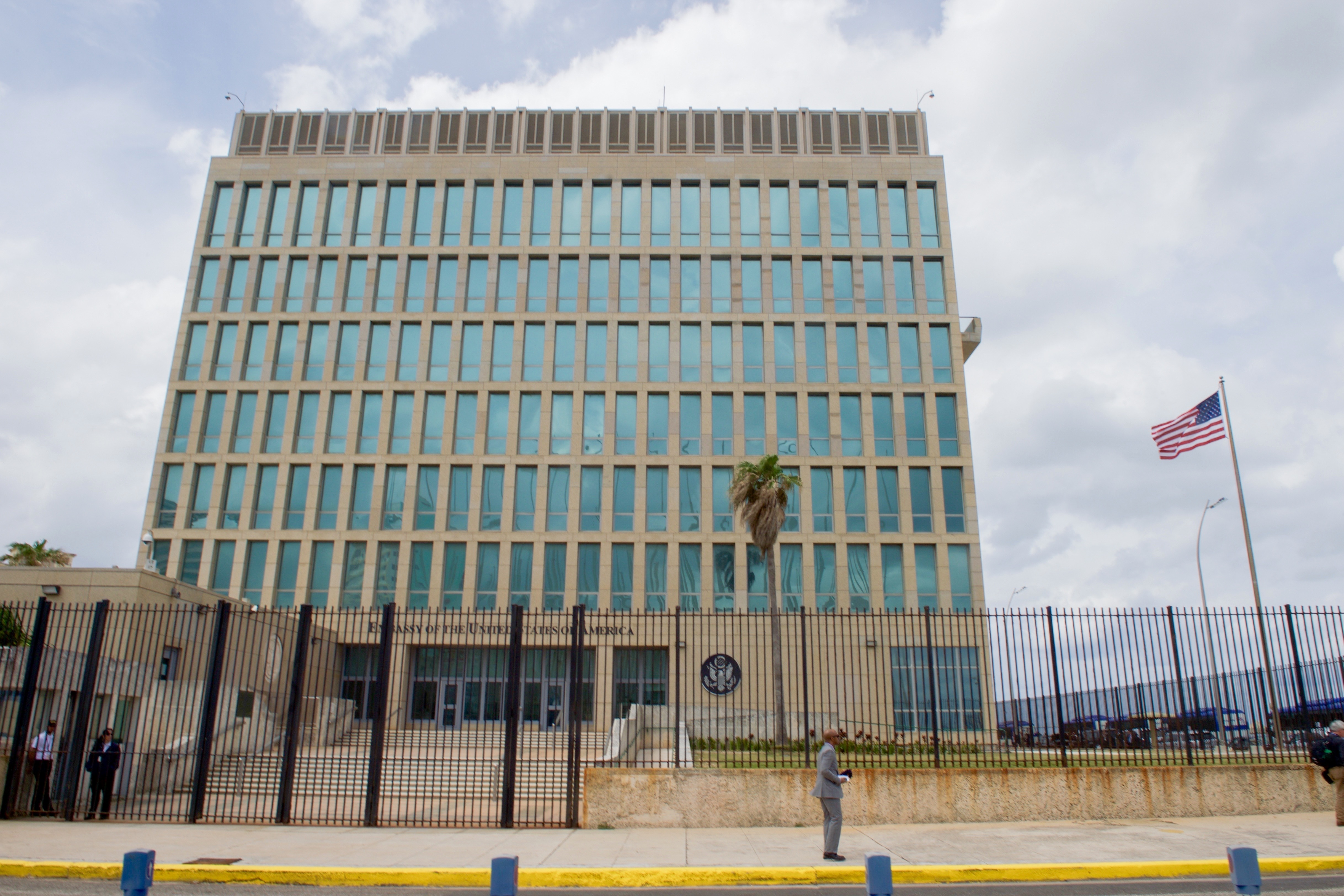
Ambassade à La Havane.
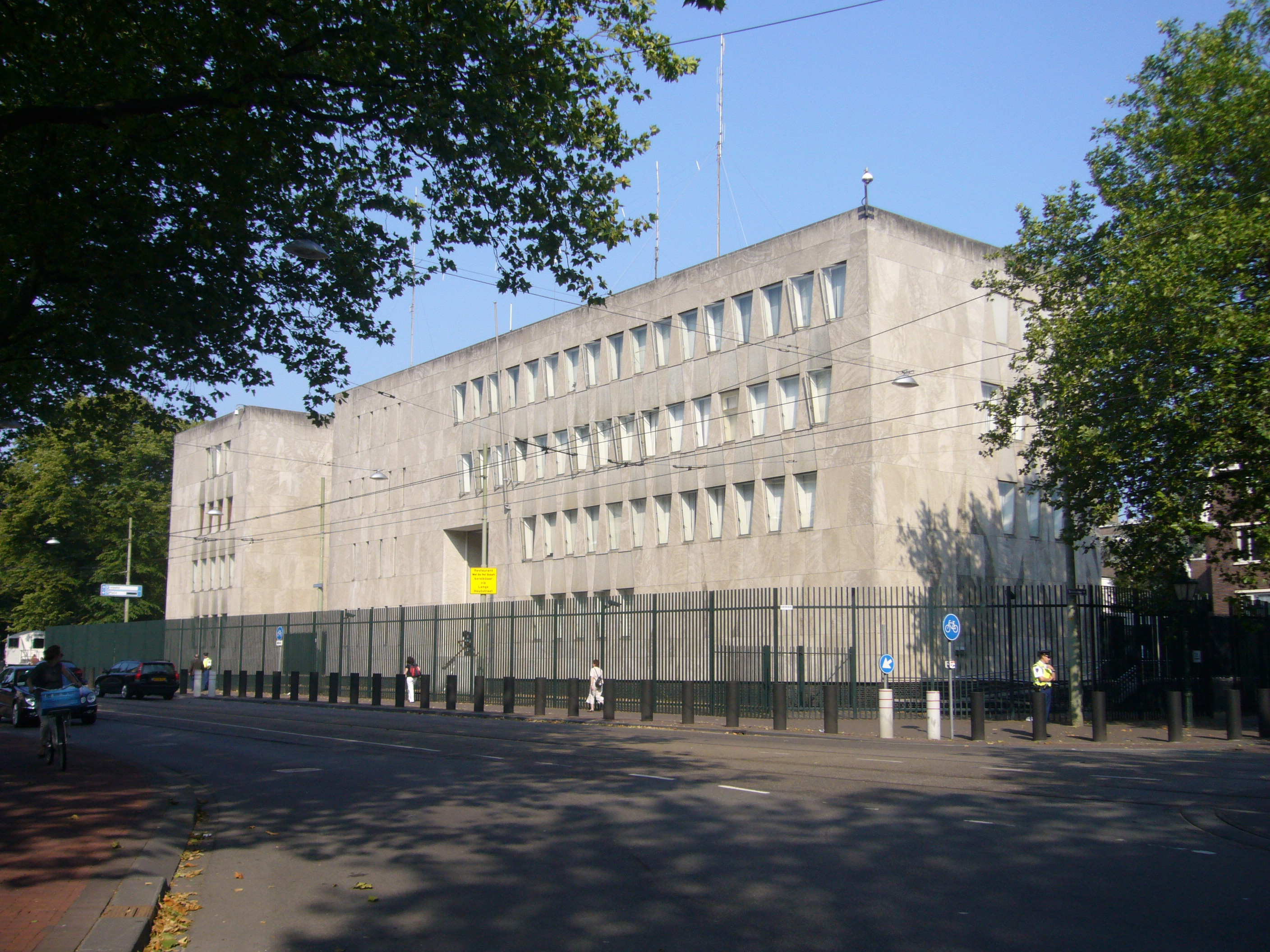
Ambassade à La Haye.
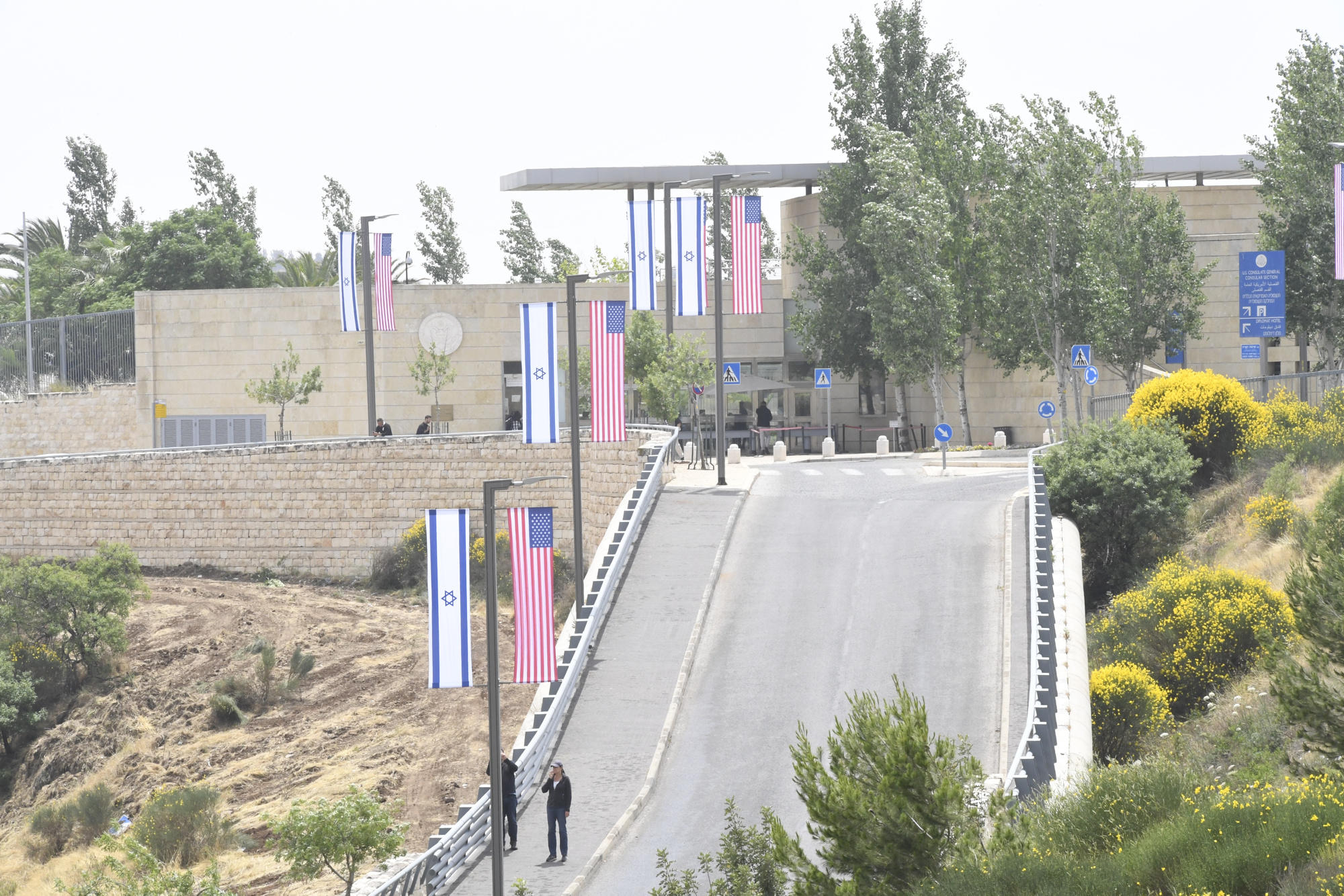
Ambassade à Jérusalem.
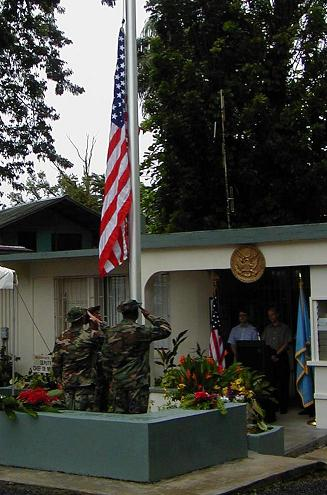
Ambassade à Kolonia.
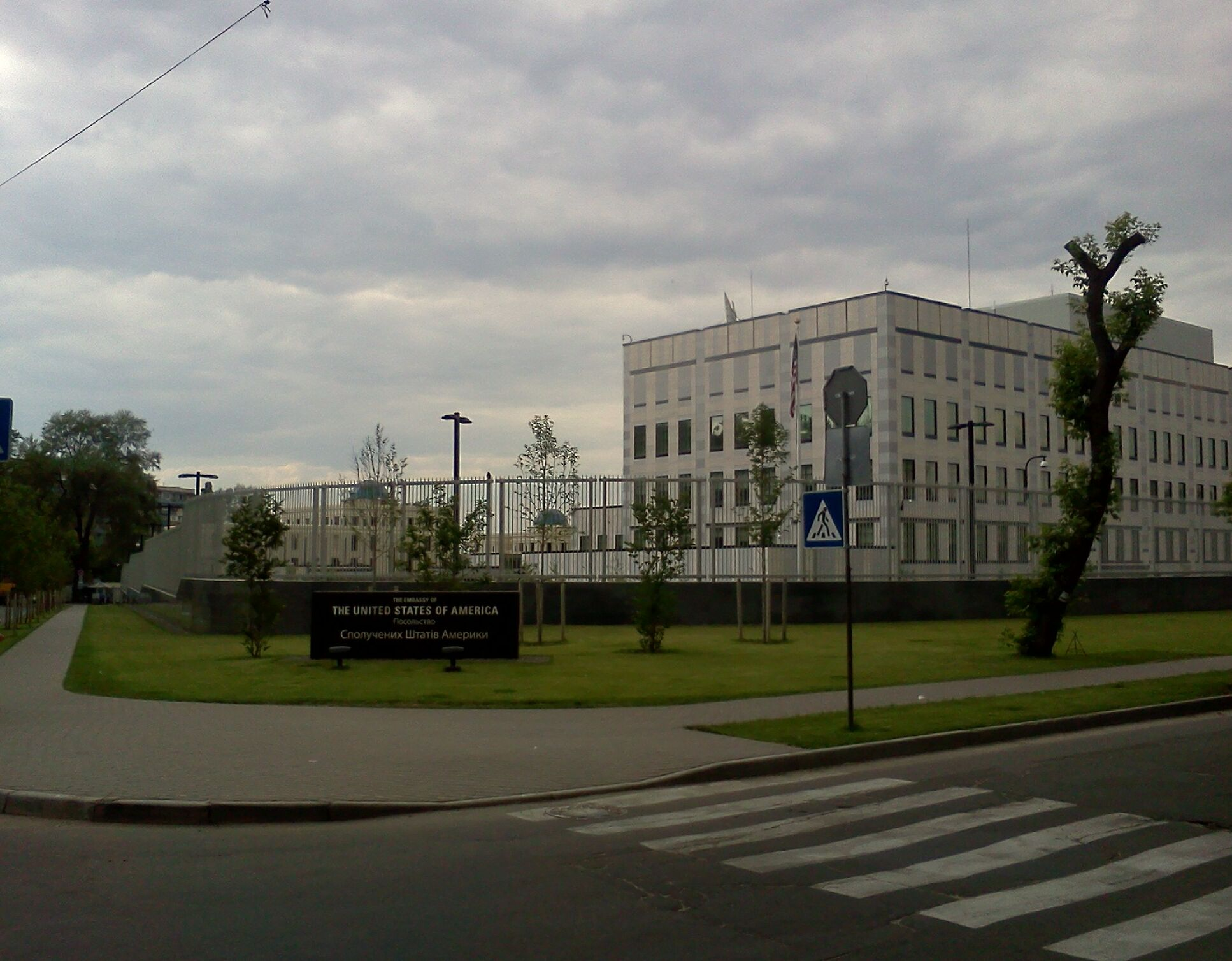
Ambassade à Kiev.
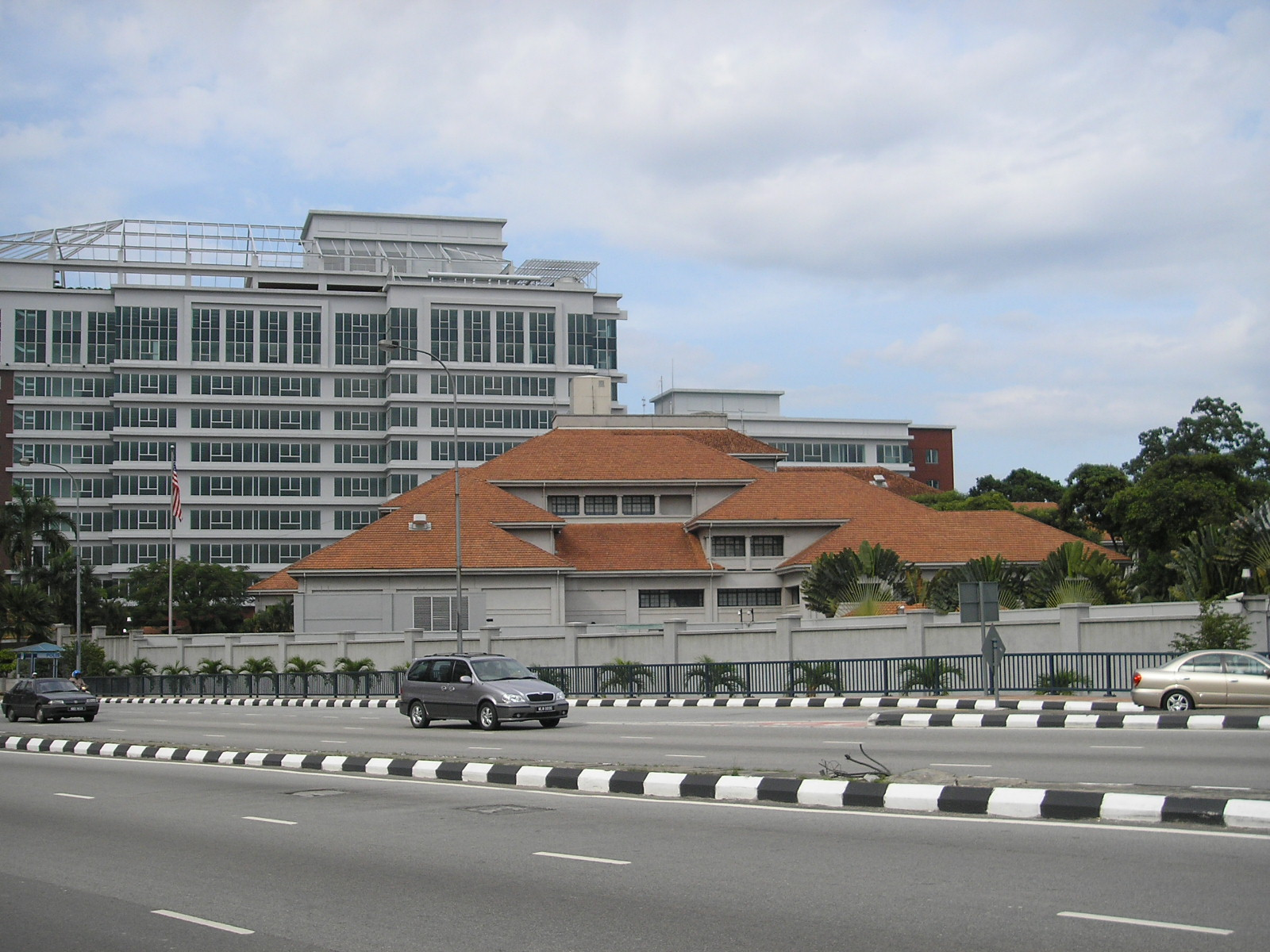
Ambassade à Kuala Lumpur.
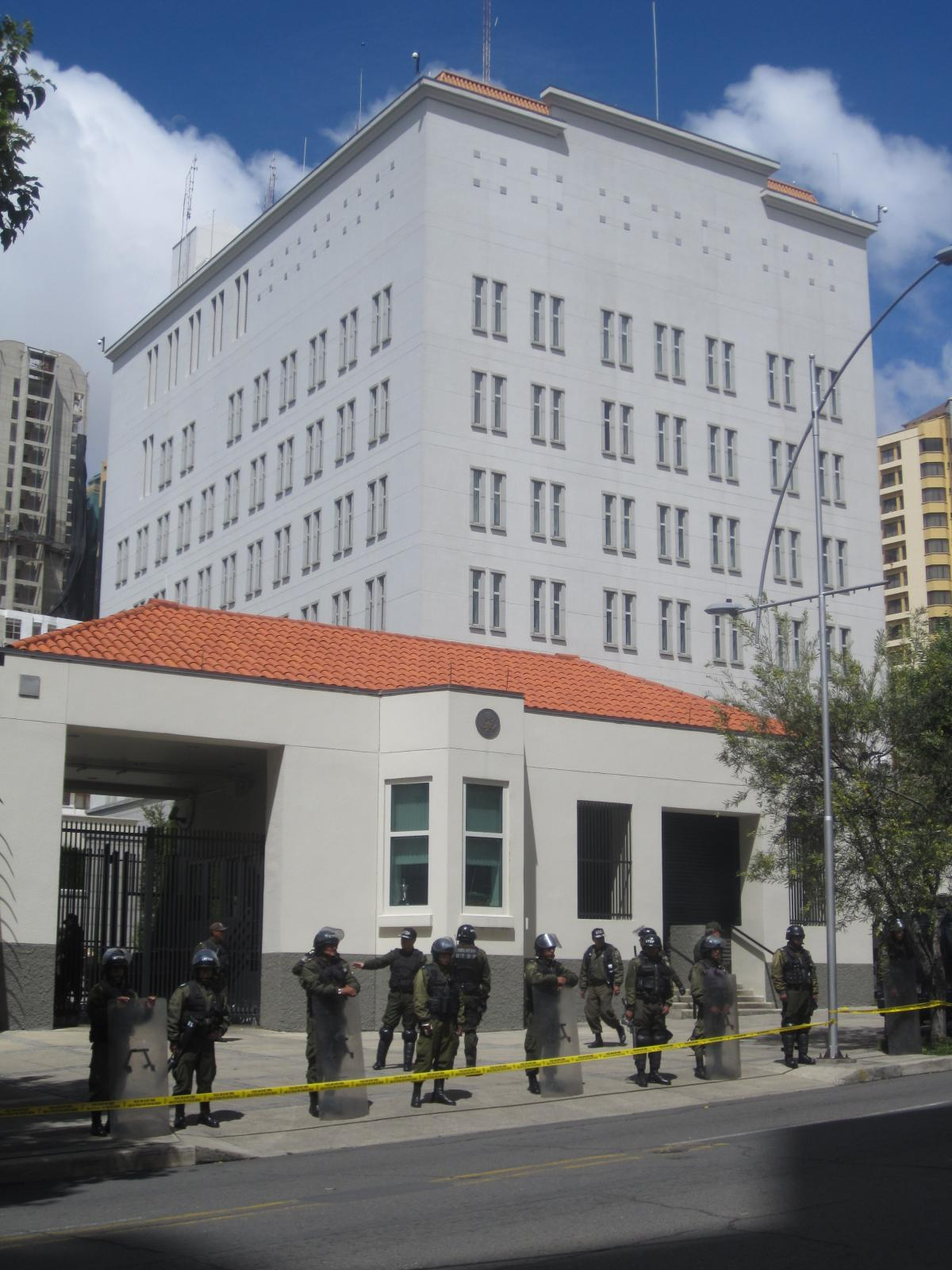
Ambassade à La Paz.
Ambassade à Libreville.
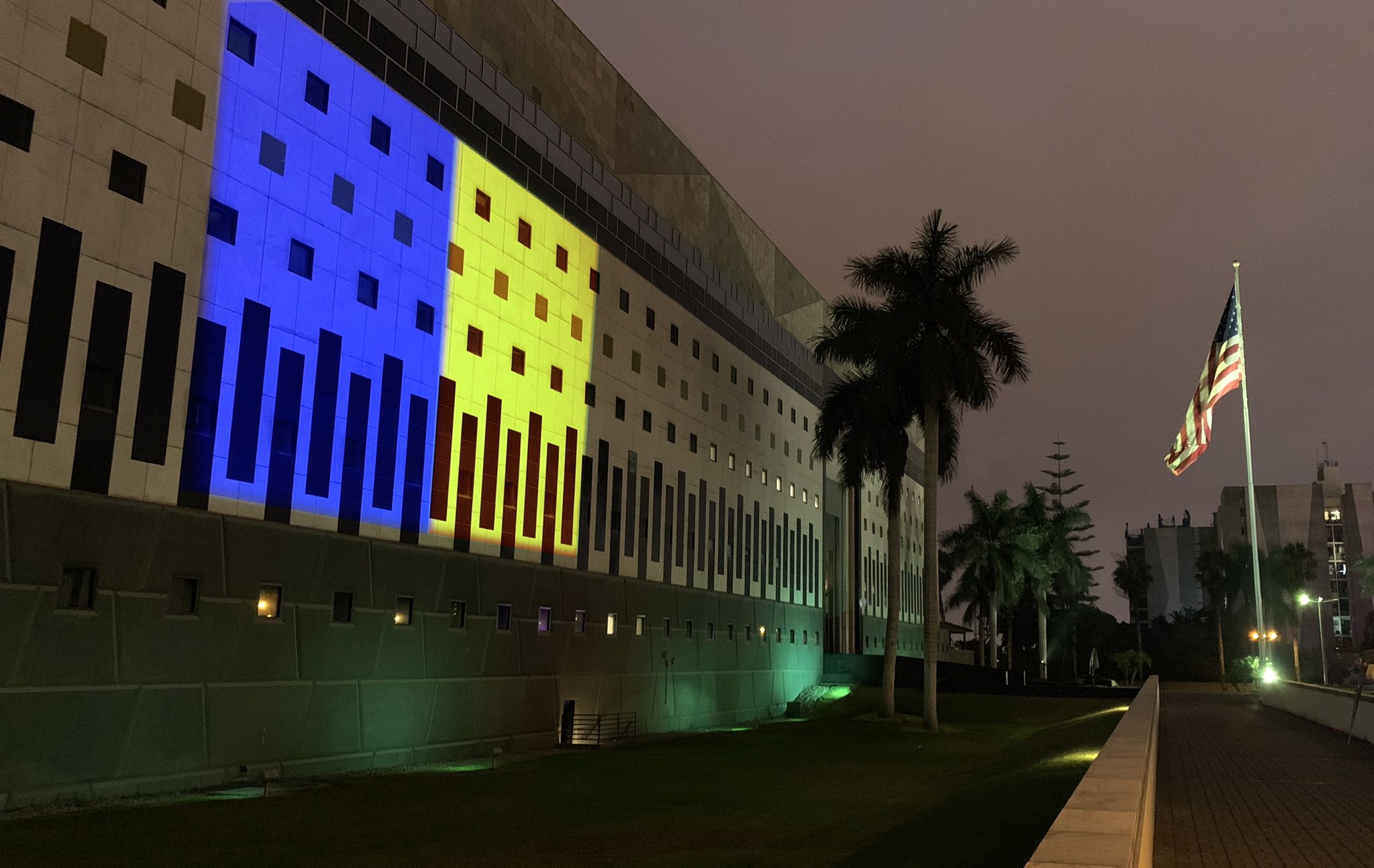
Ambassade à Lima.
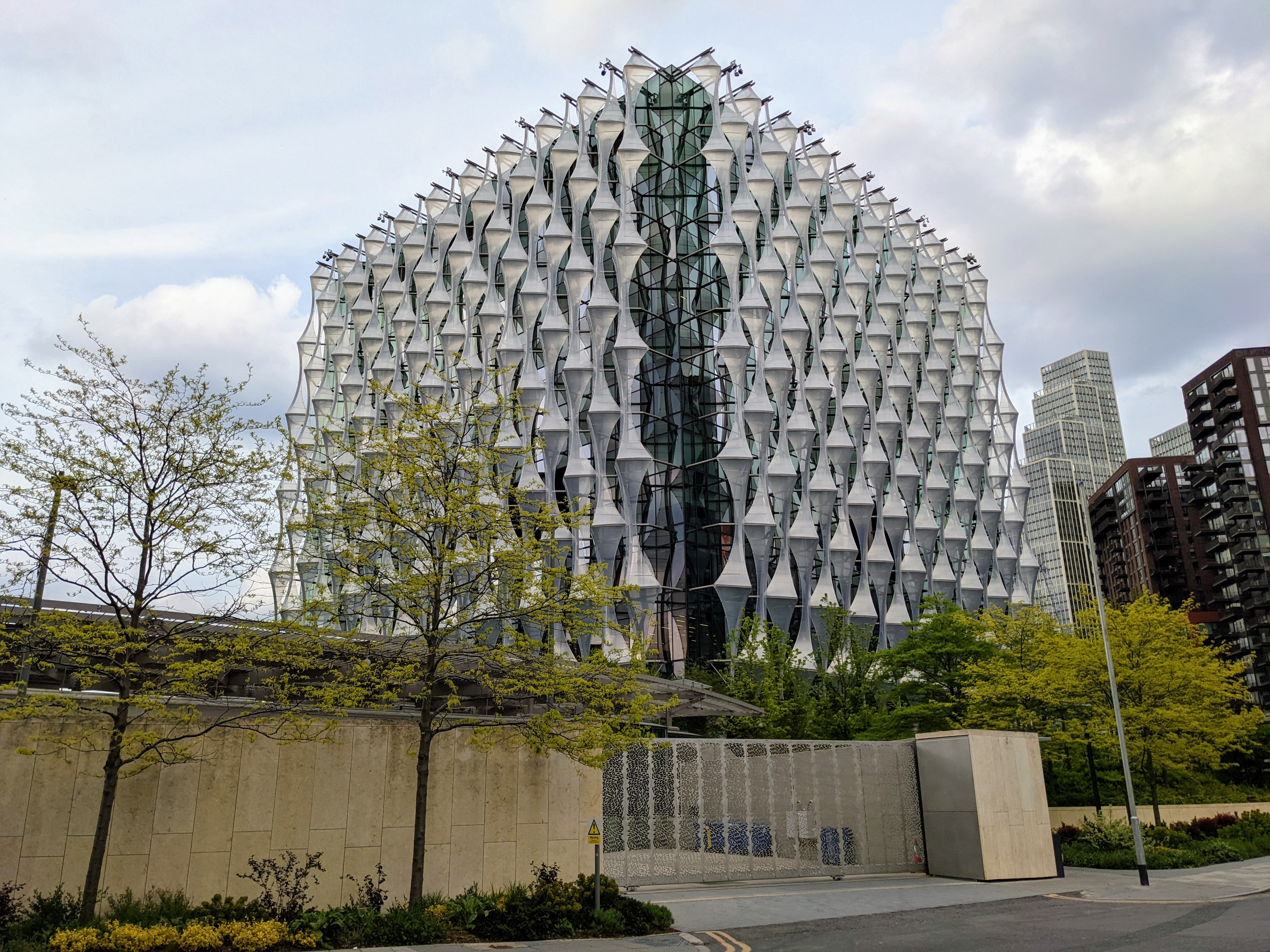
Ambassade à Londres.
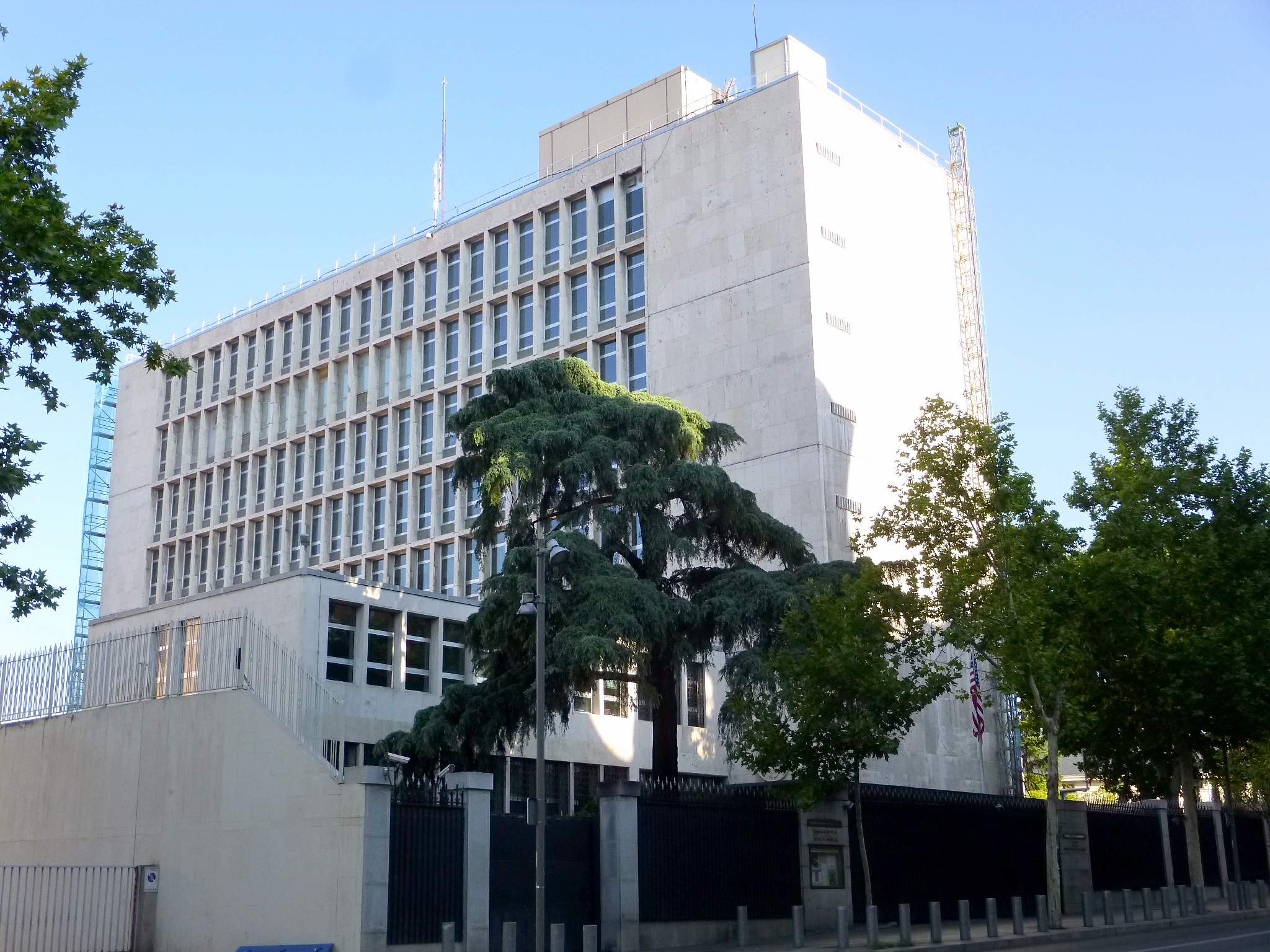
Ambassade à Madrid.
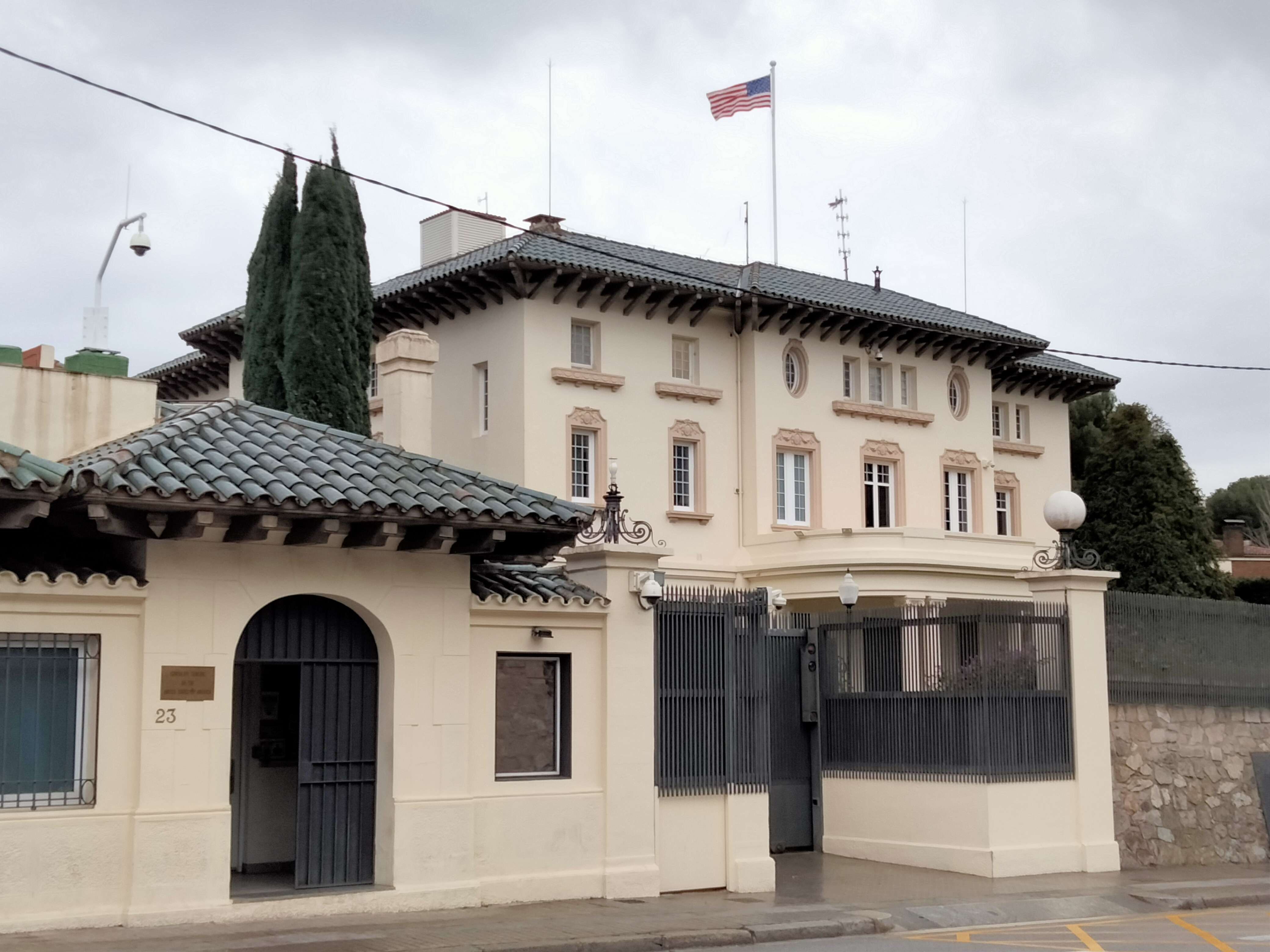
Consulat général à Barcelone.
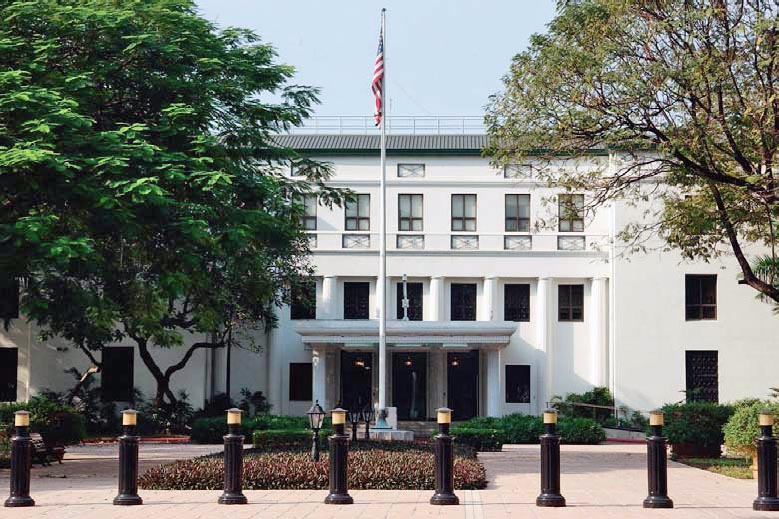
Ambassade à Manille.
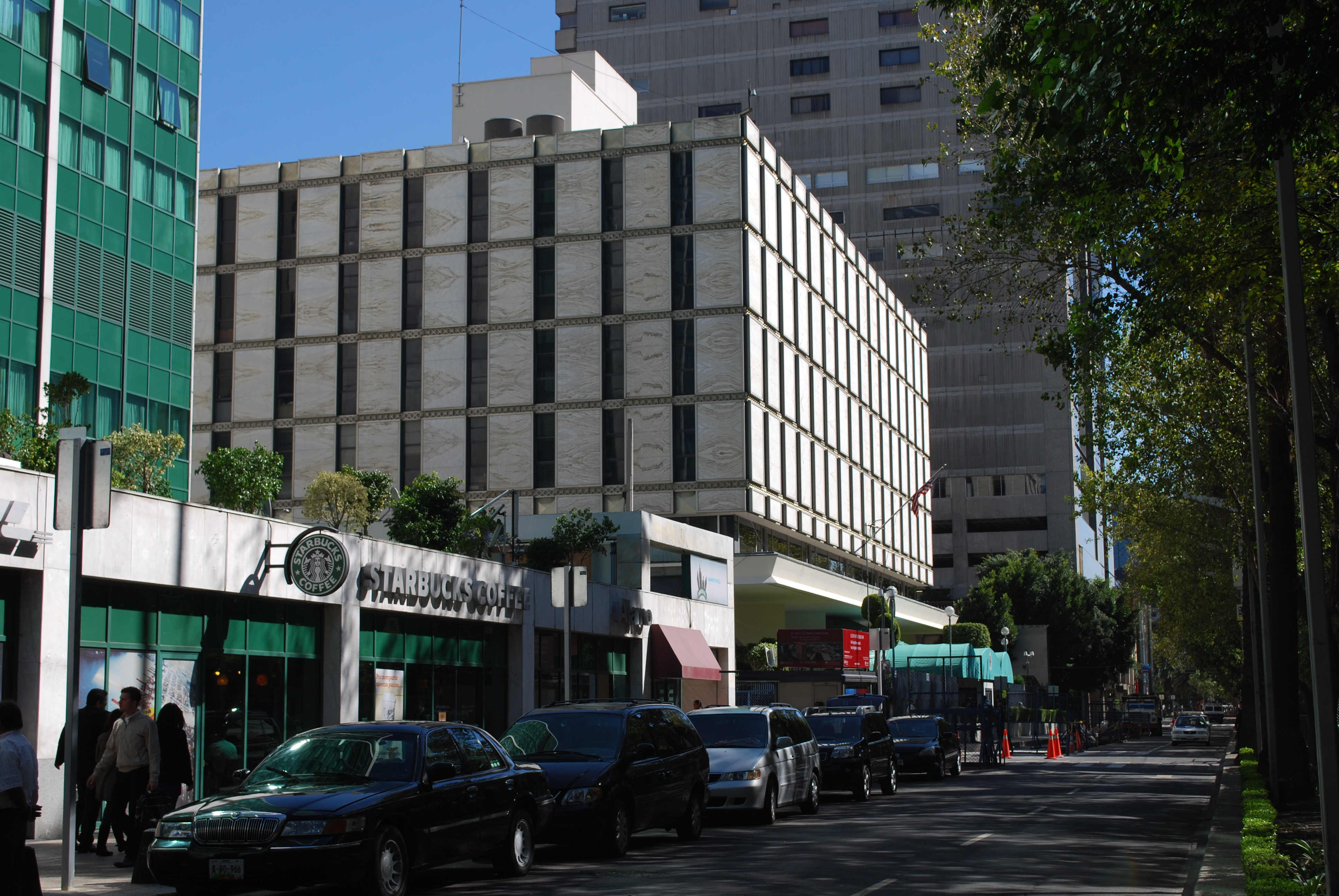
Ambassade à Mexico.
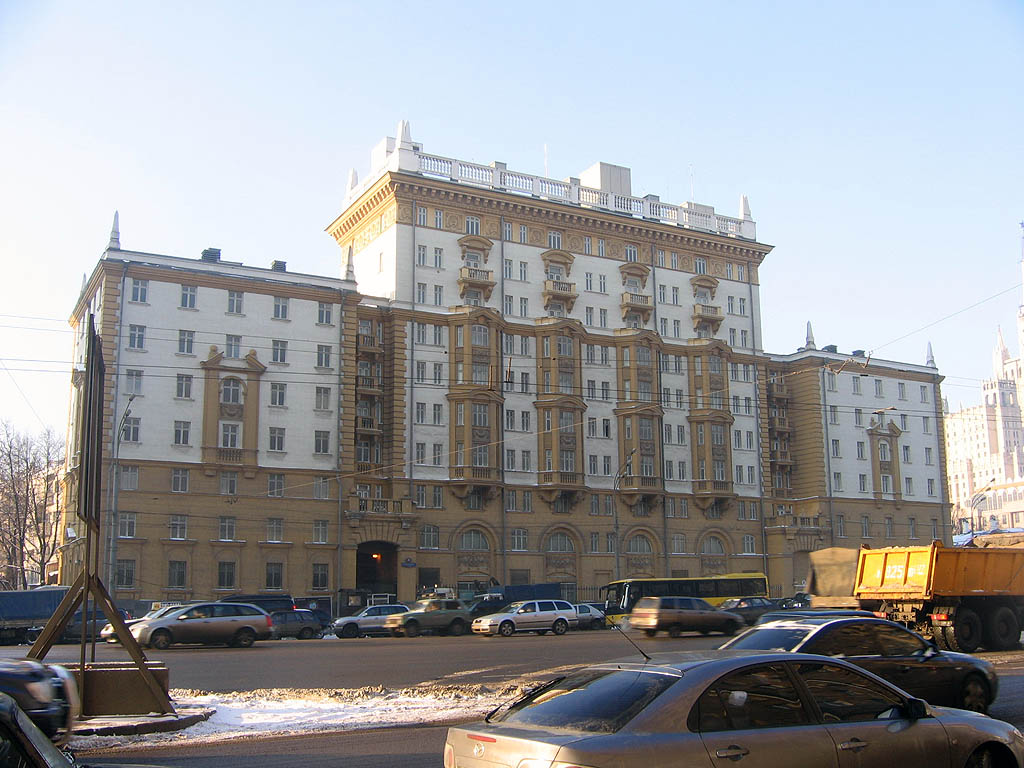
Ambassade à Moscou.
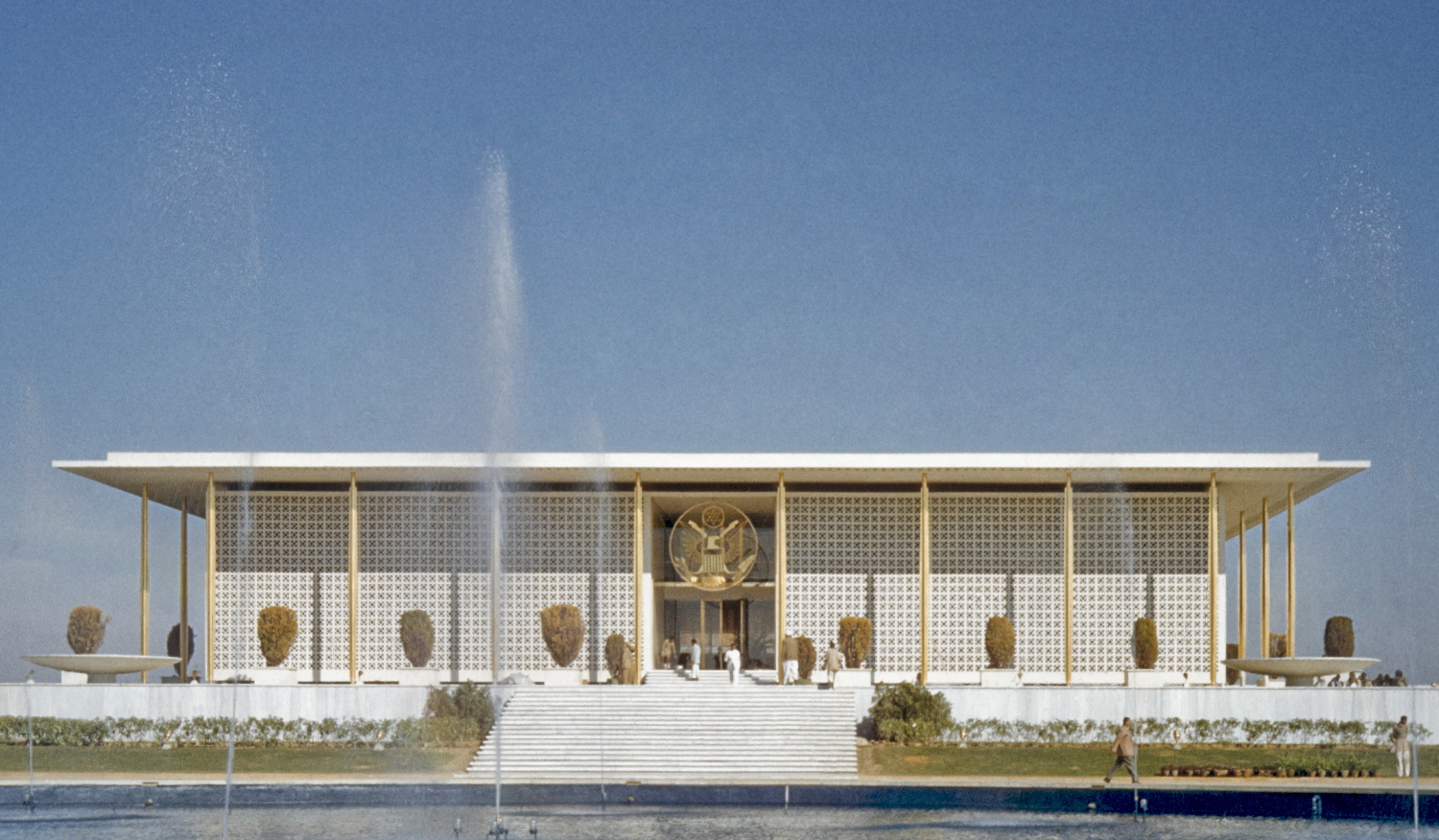
Ambassade à New Delhi.
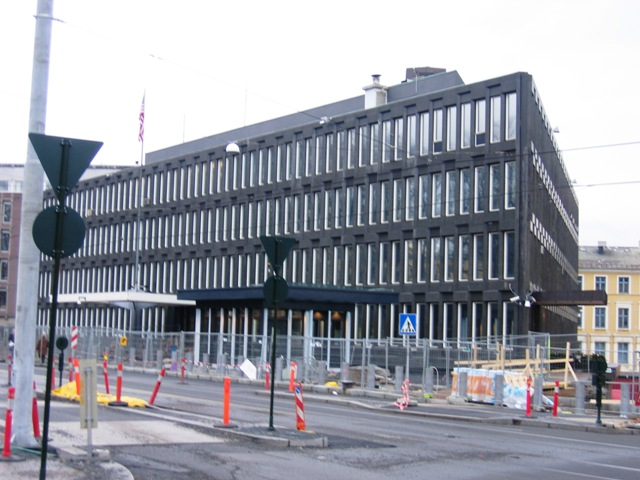
Ambassade à Oslo.
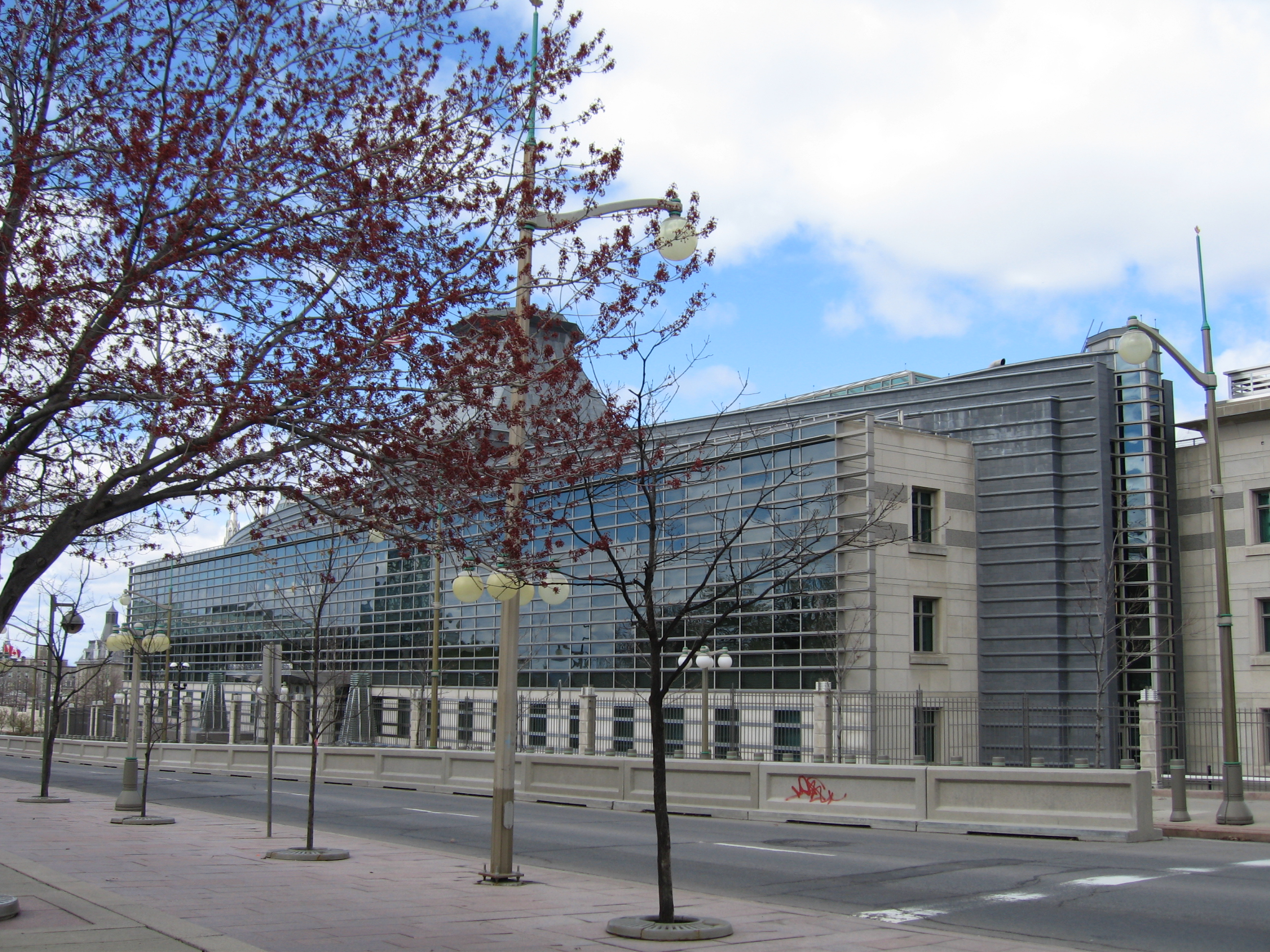
Ambassade à Ottawa.
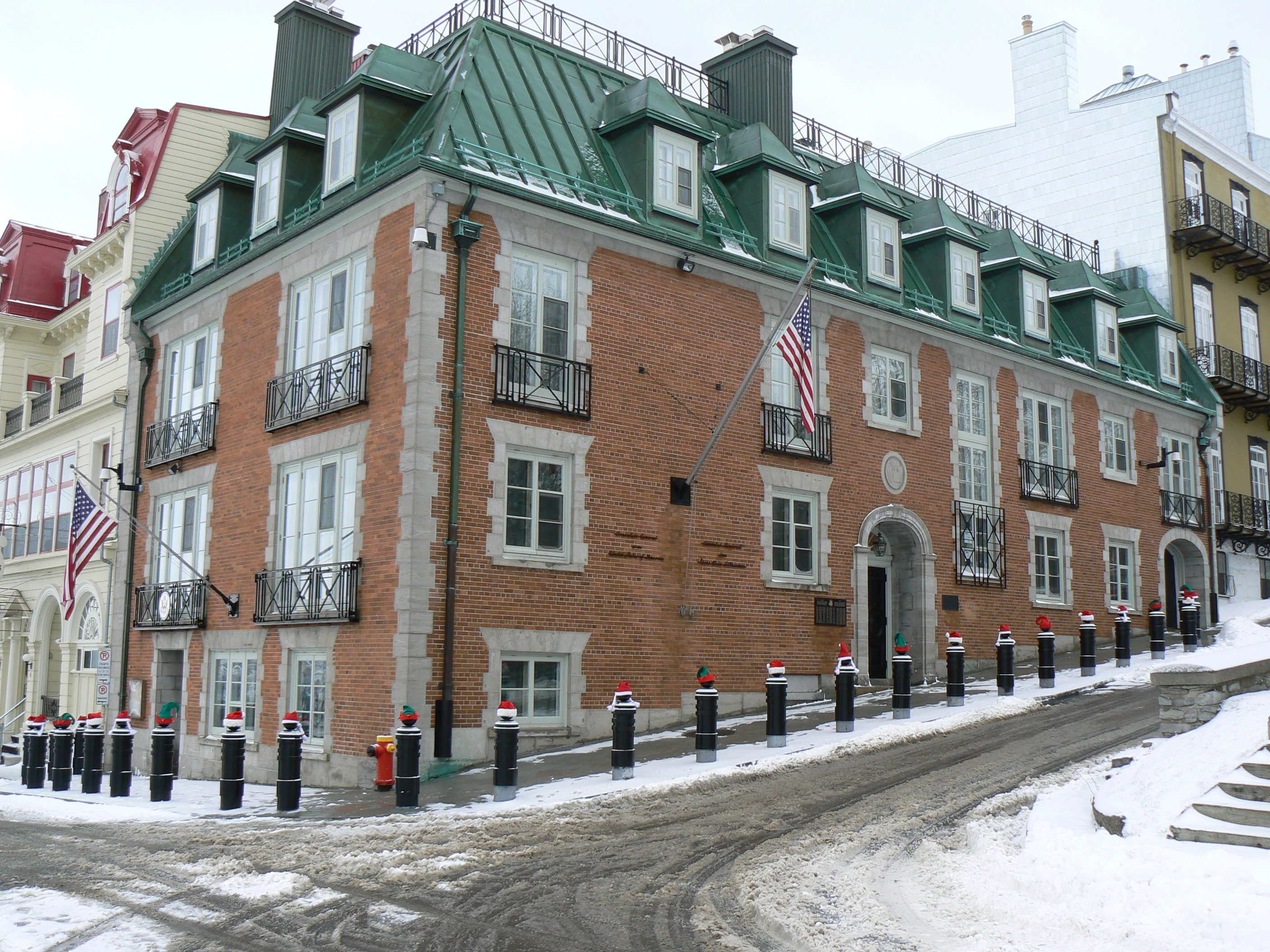
Consulat général à Québec.
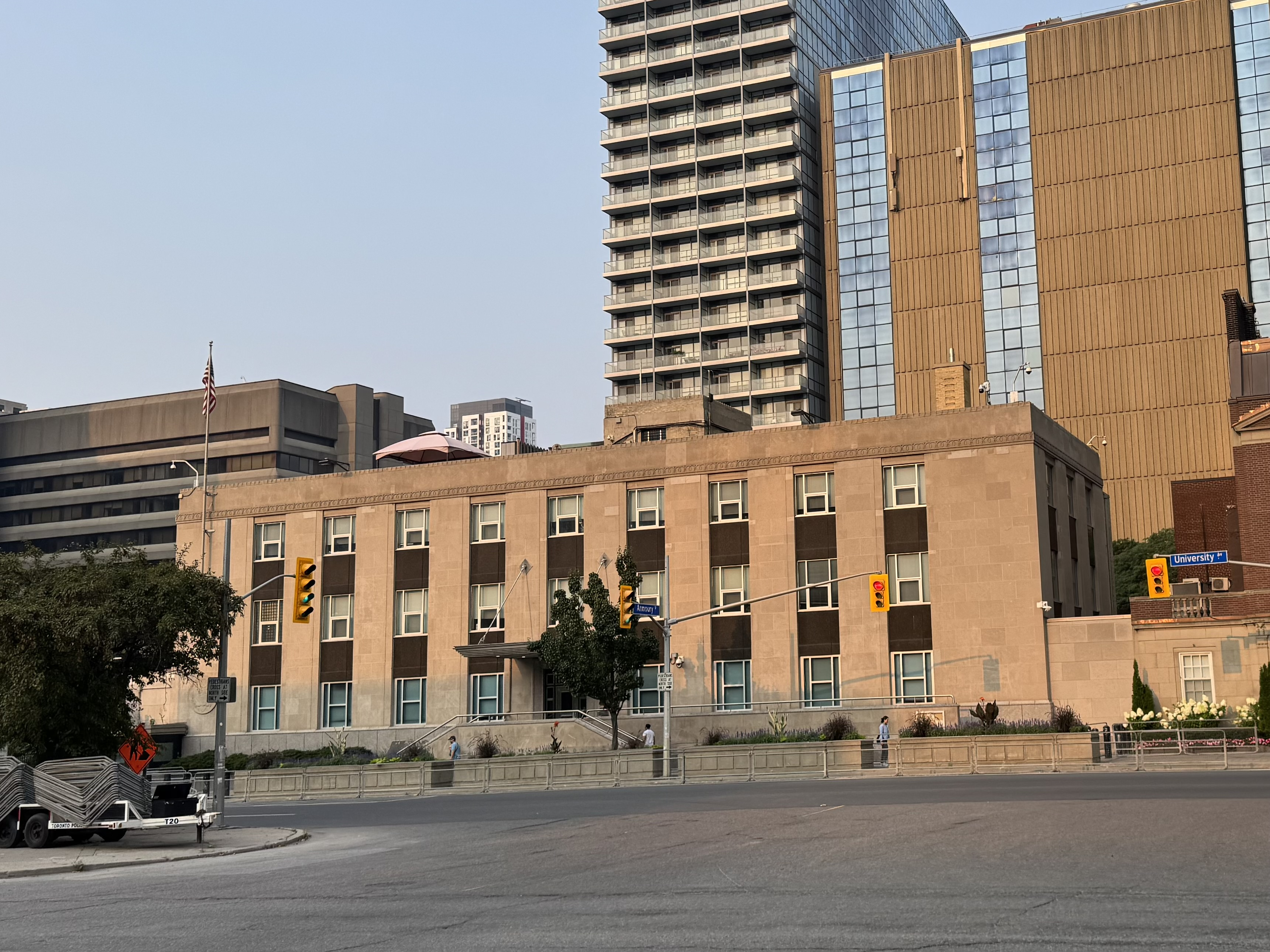
Consulat général à Toronto.
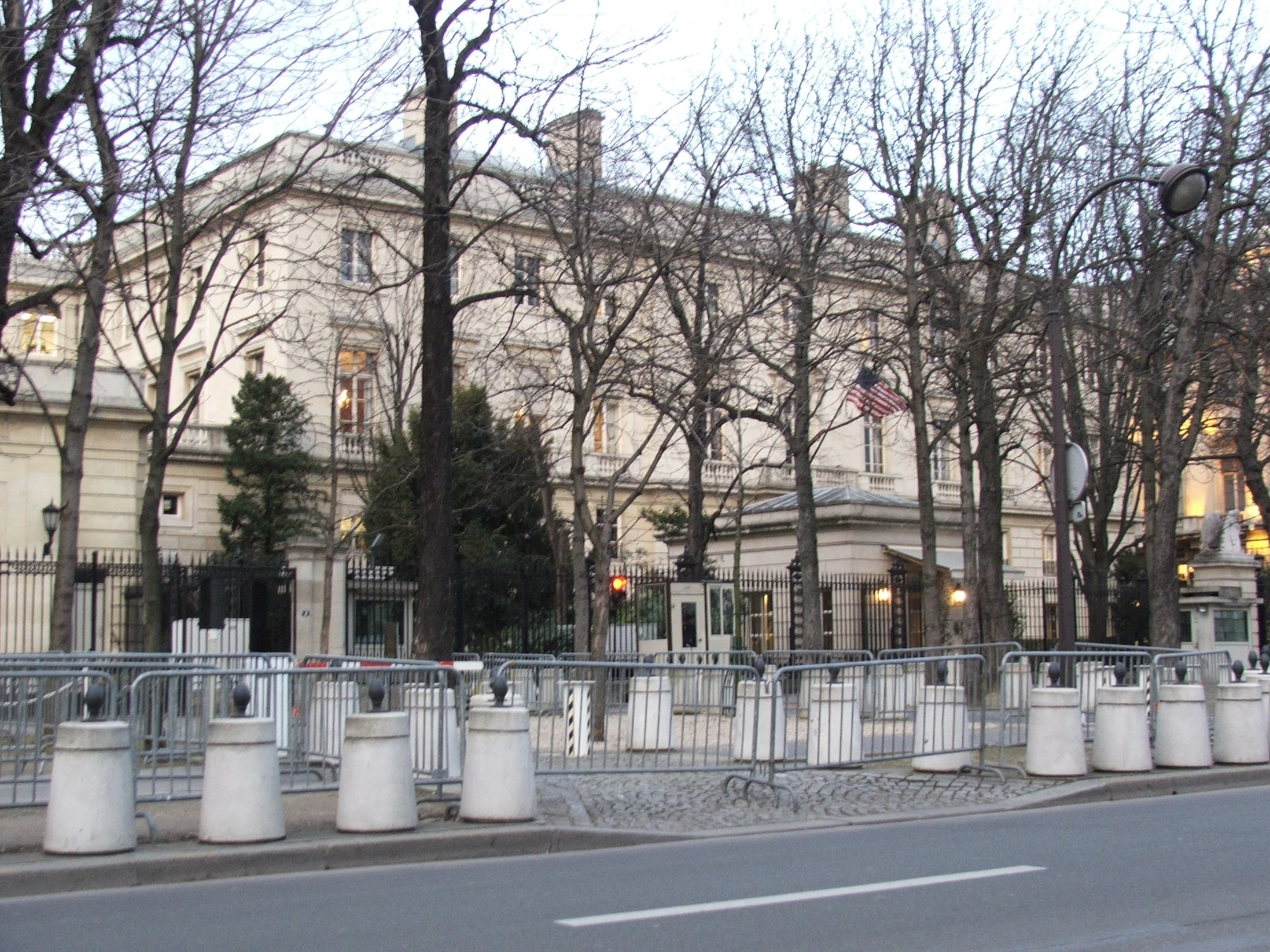
Ambassade des États-Unis à Paris.
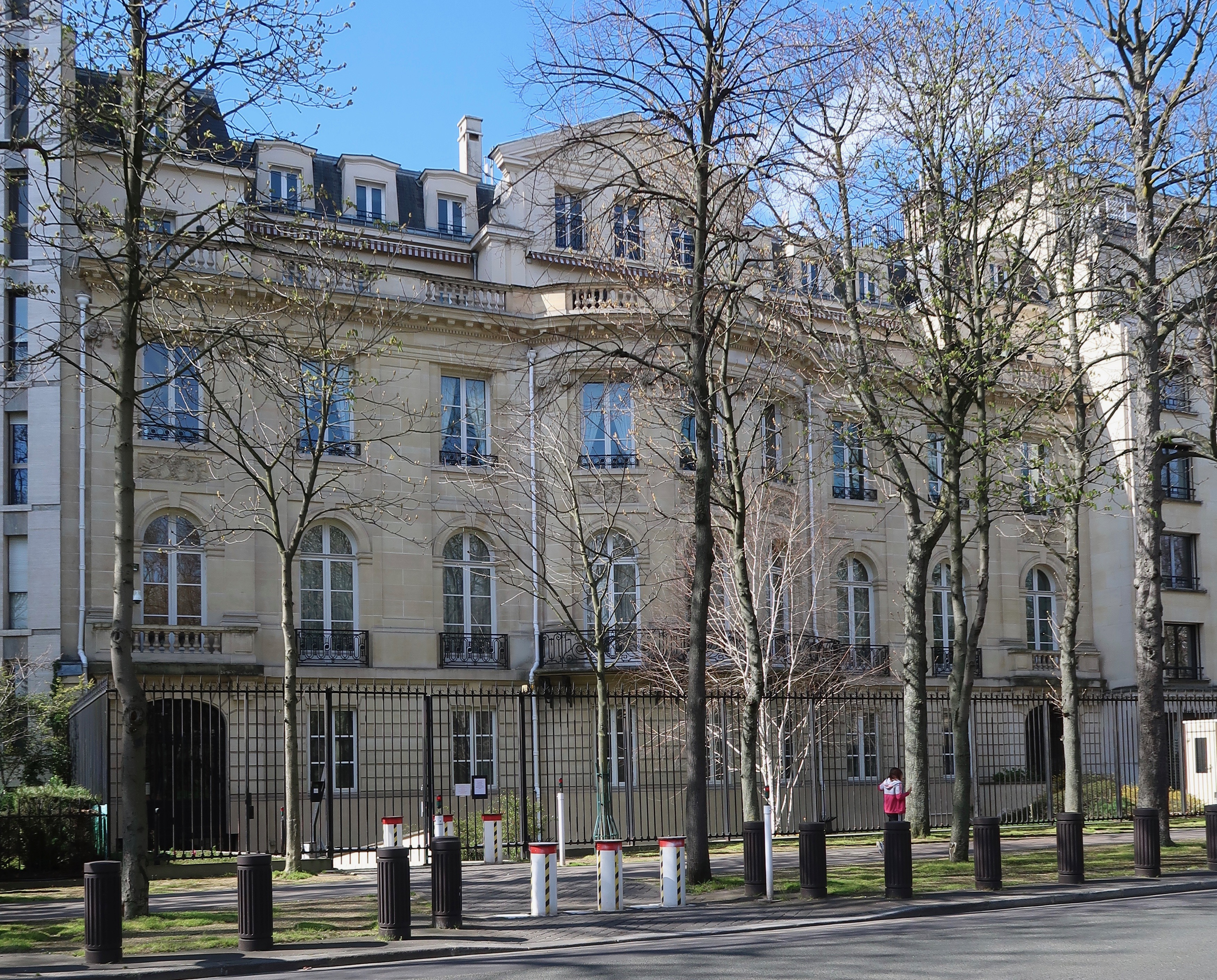
Mission permanente auprès de l'OCDE à Paris.
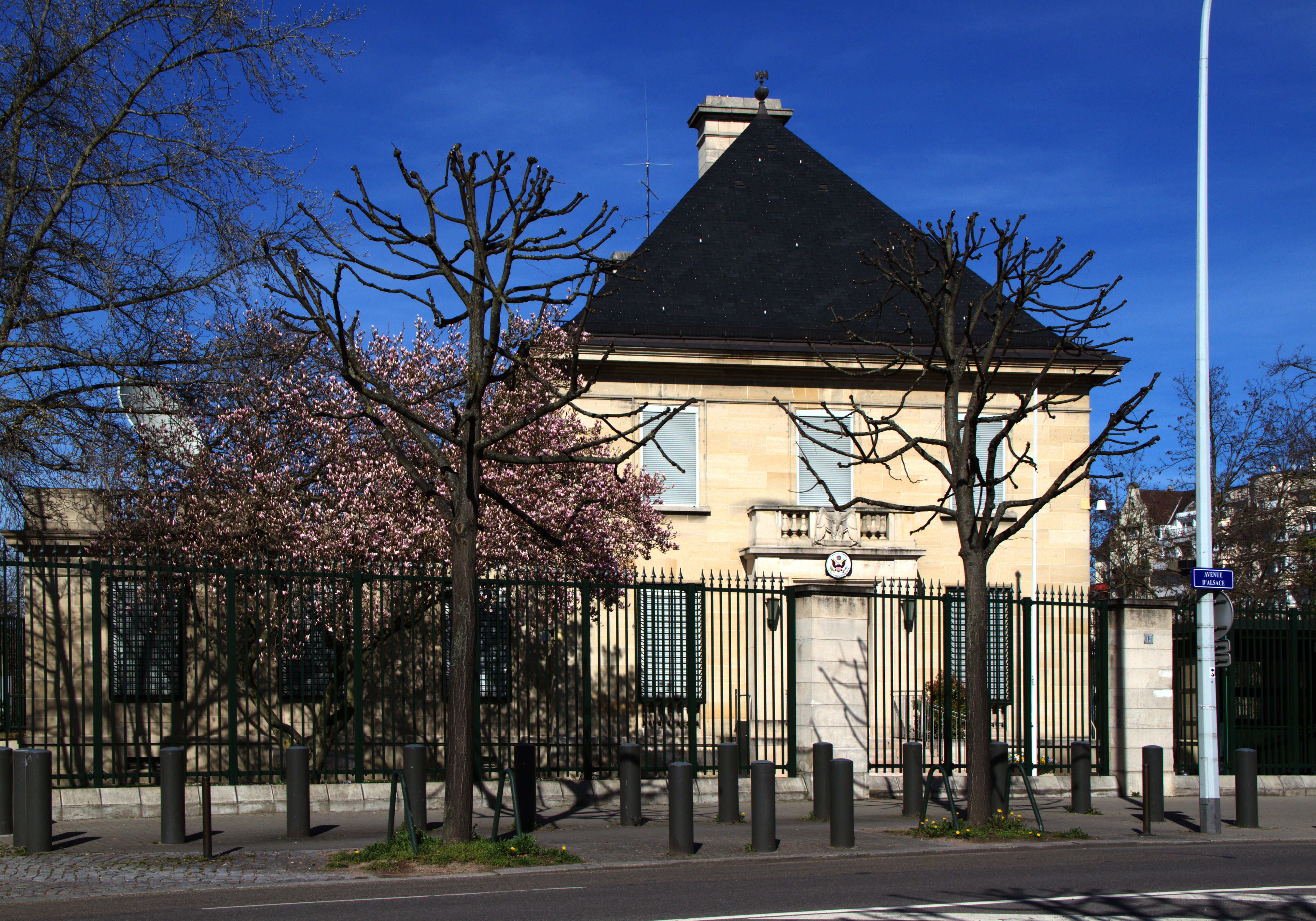
Consulat général à Strasbourg.
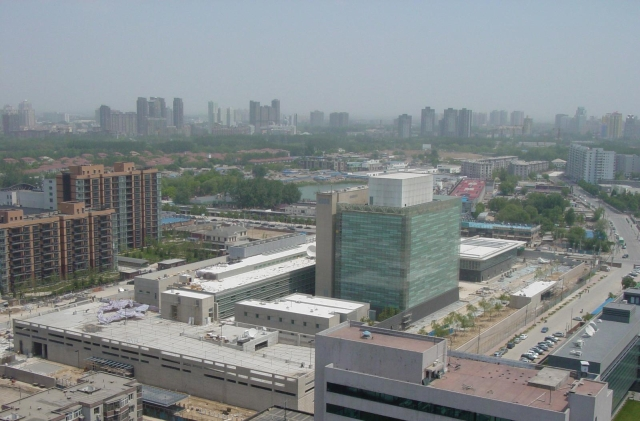
Ambassade à Pékin.
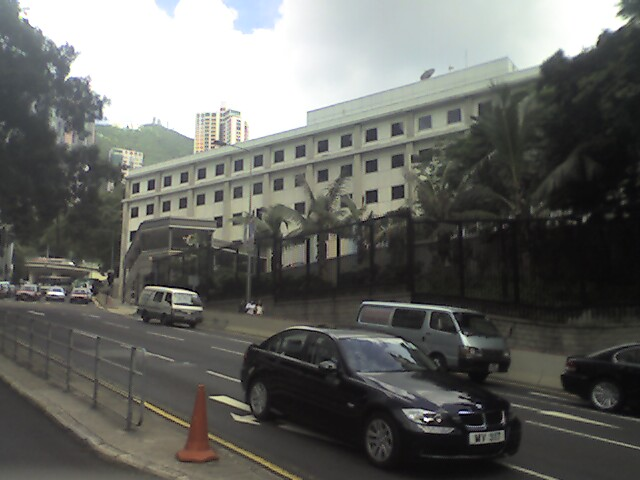
Consulat général à Hong Kong.
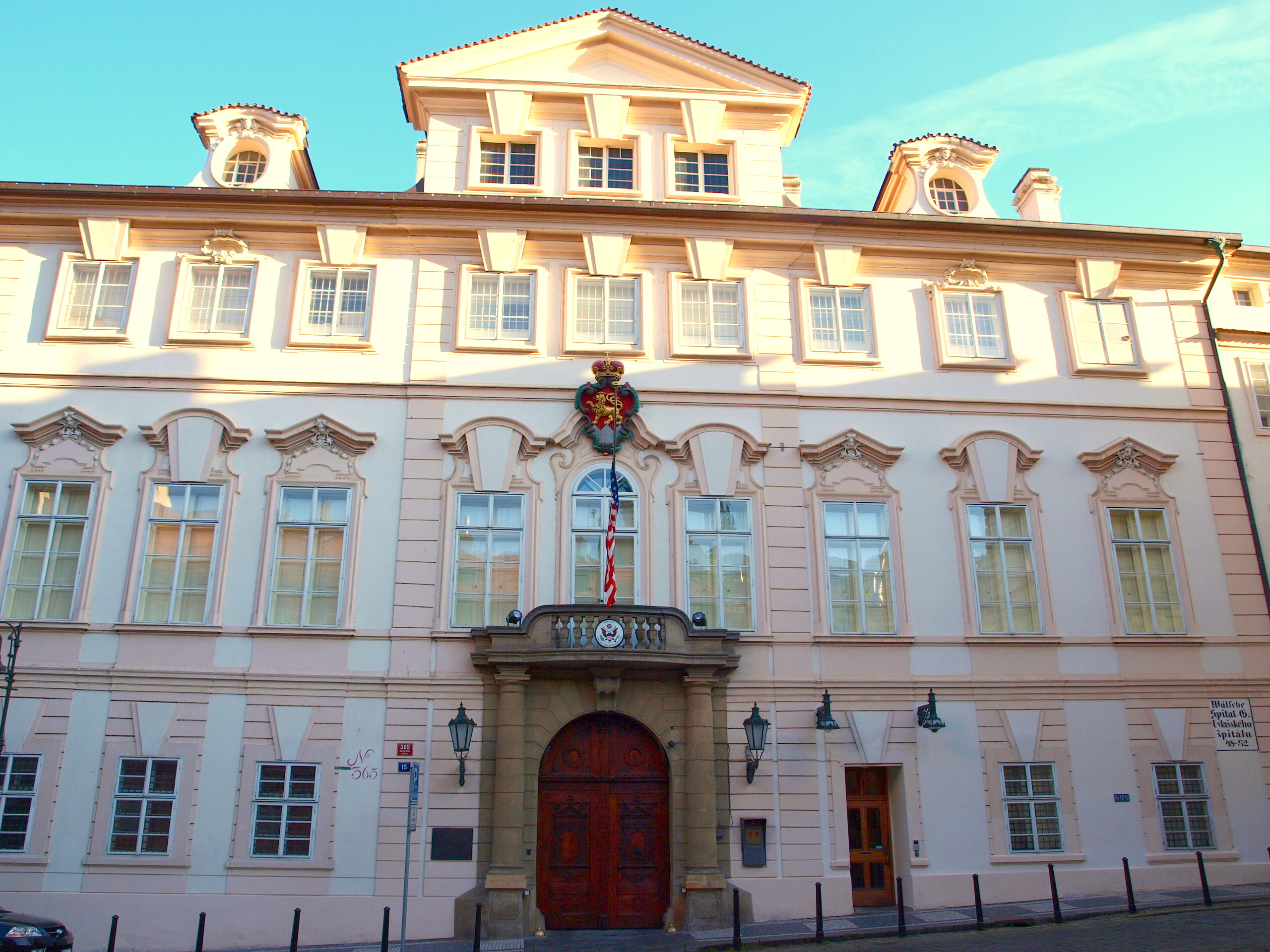
Ambassade à Prague.
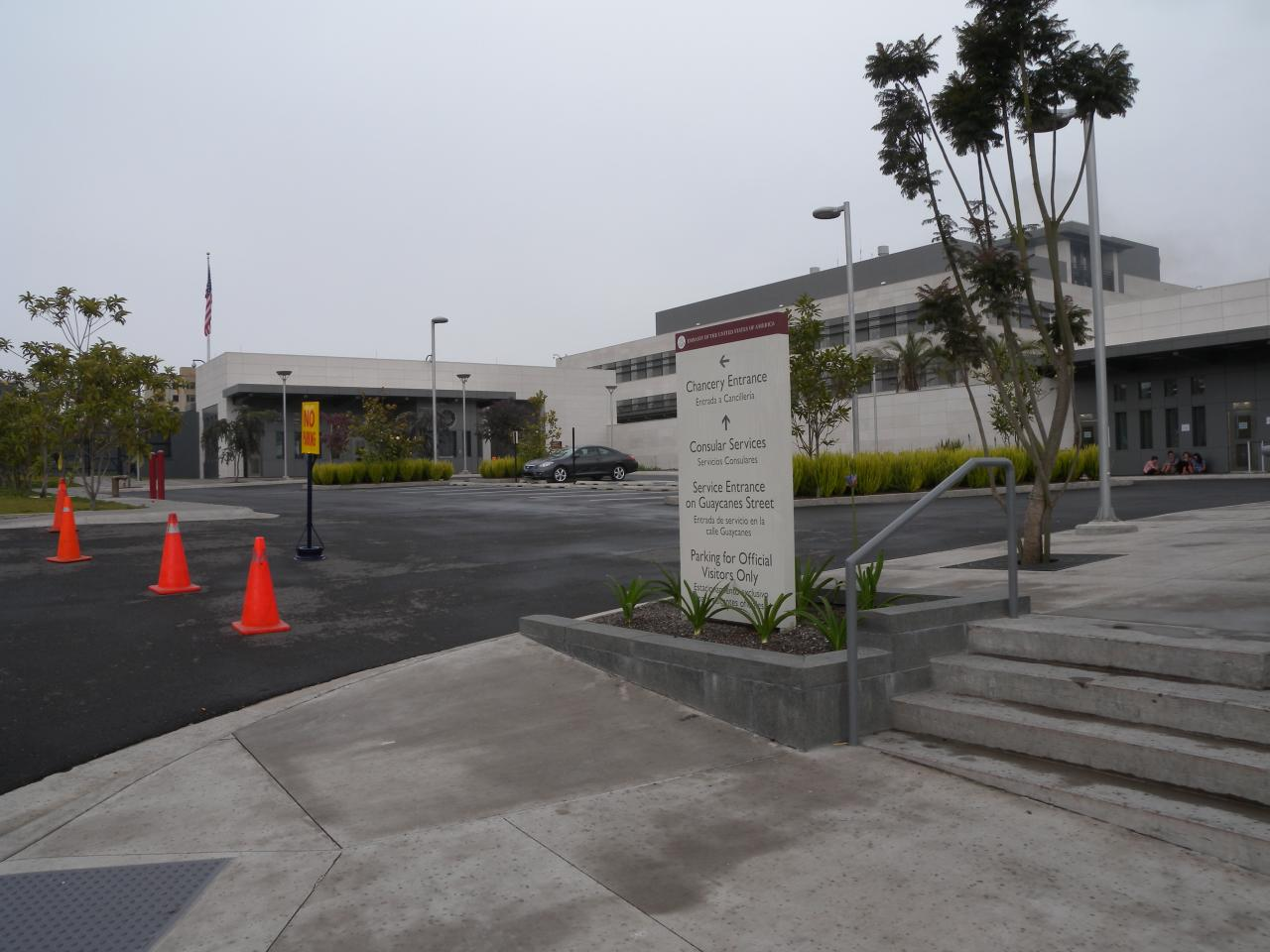
Ambassade à Quito.
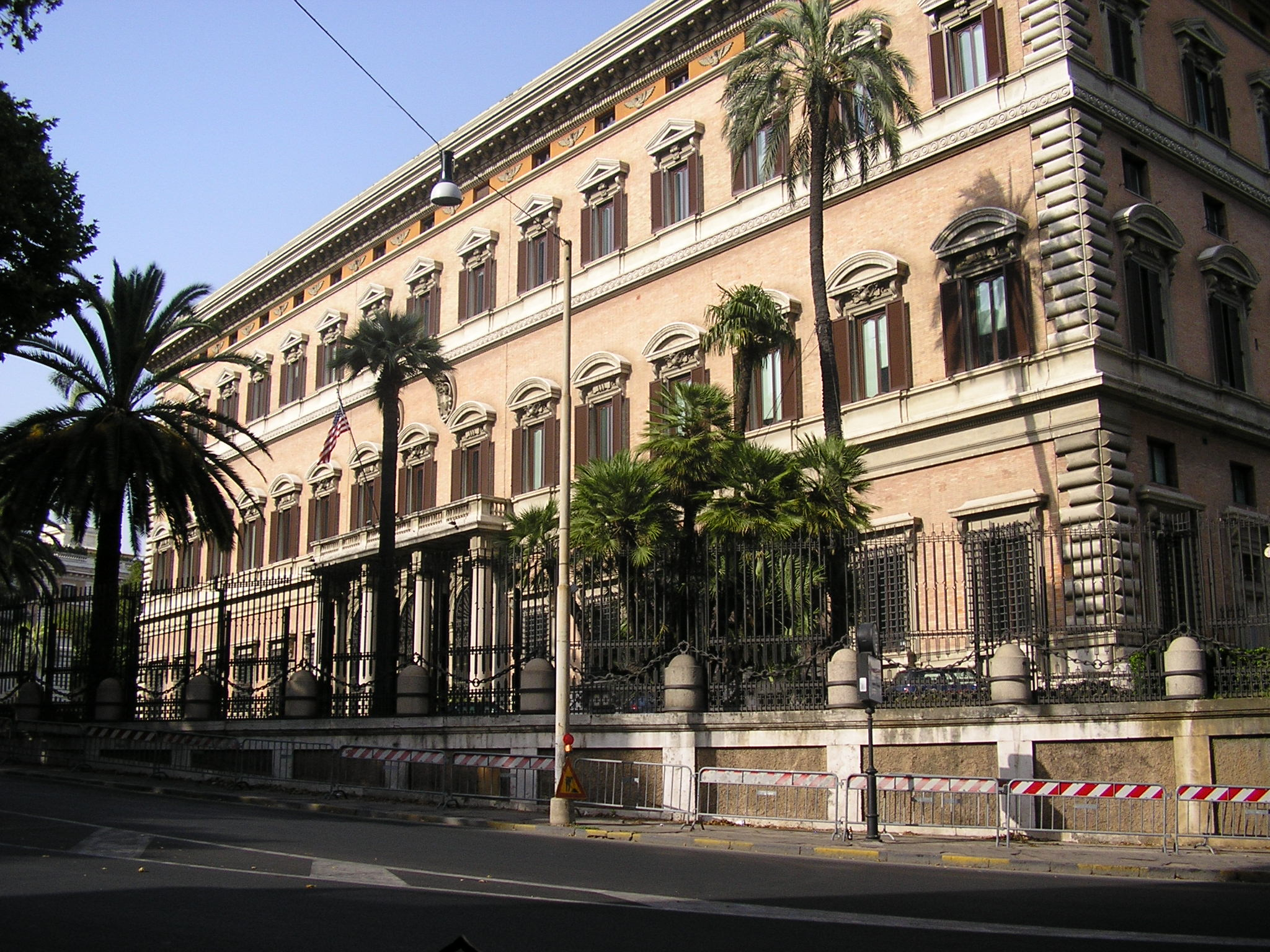
Ambassade à Rome.
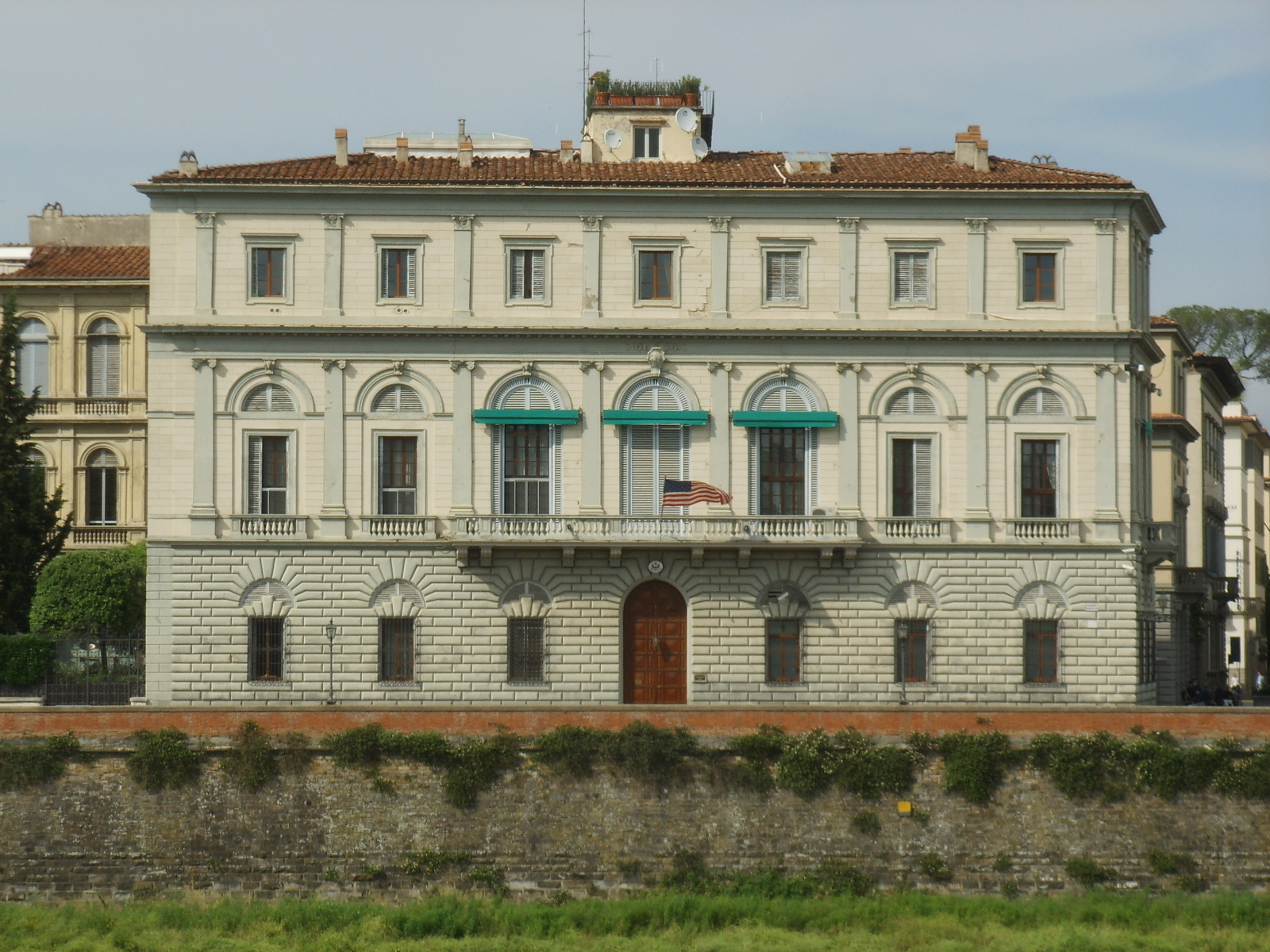
Consulat général à Florence.
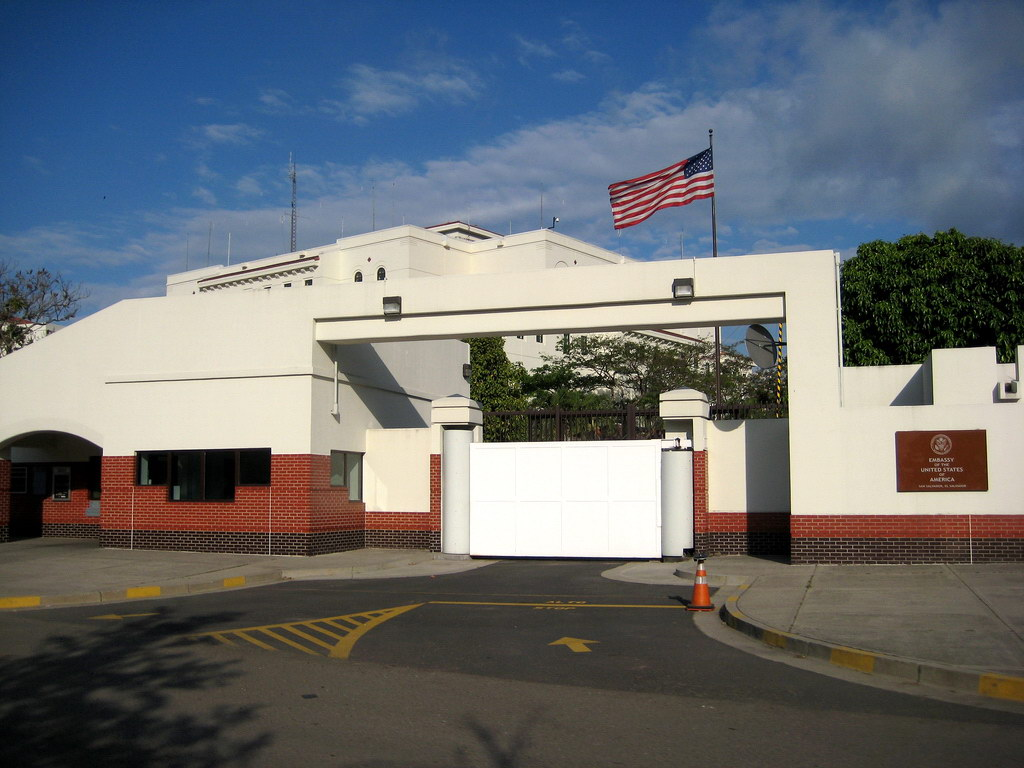
Ambassade à San Salvador.
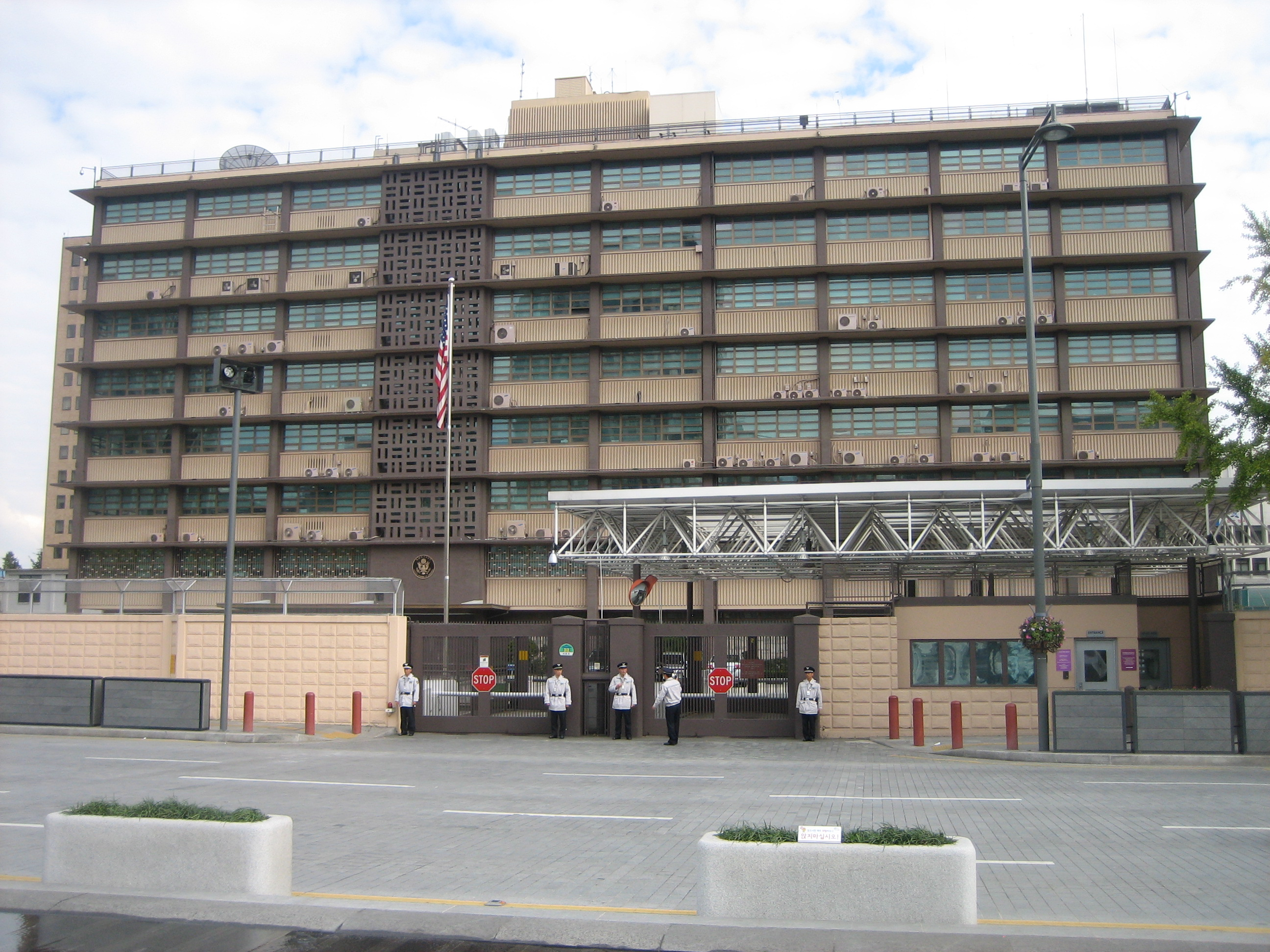
Ambassade à Séoul.
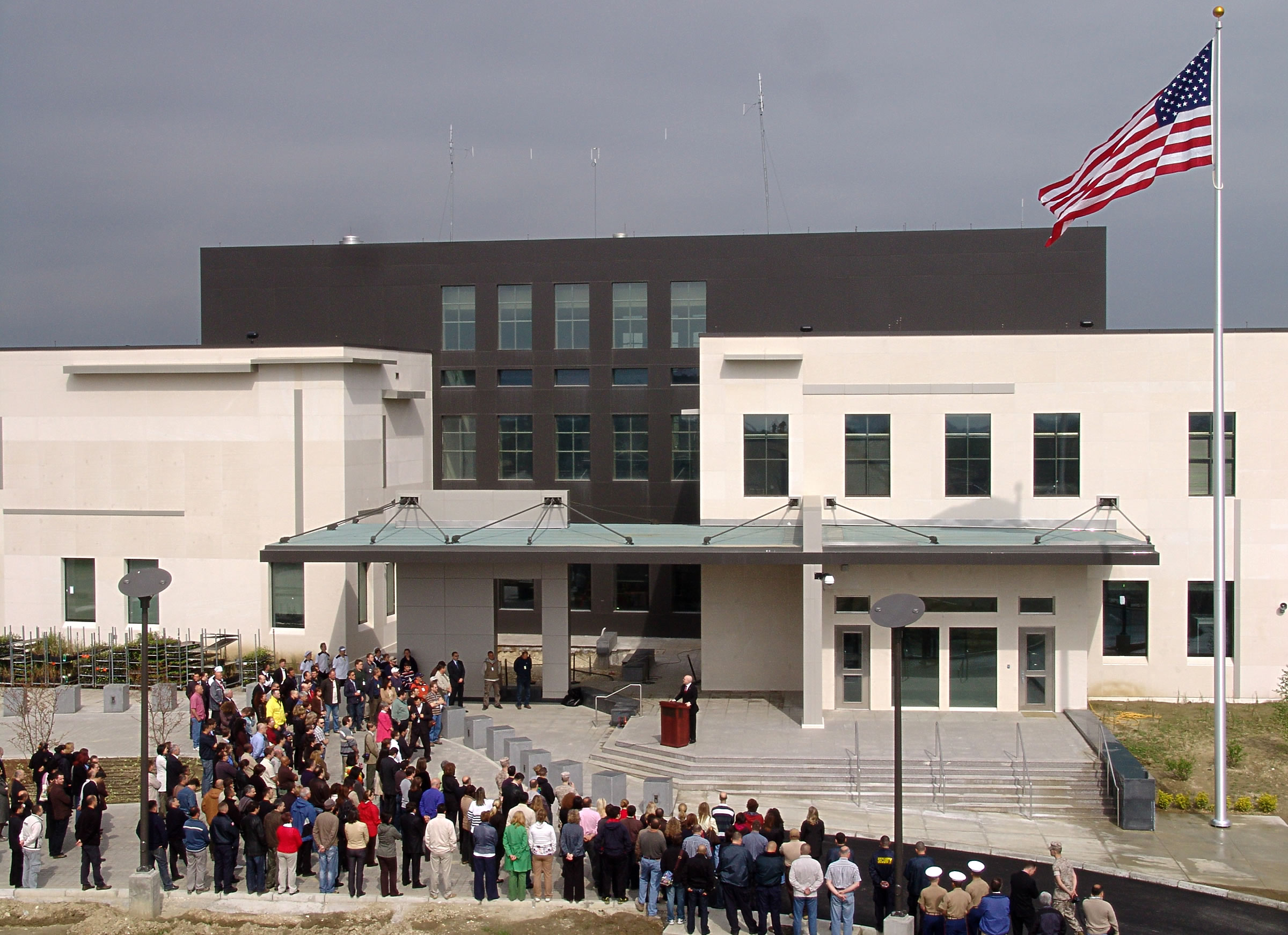
Ambassade à Skopje.
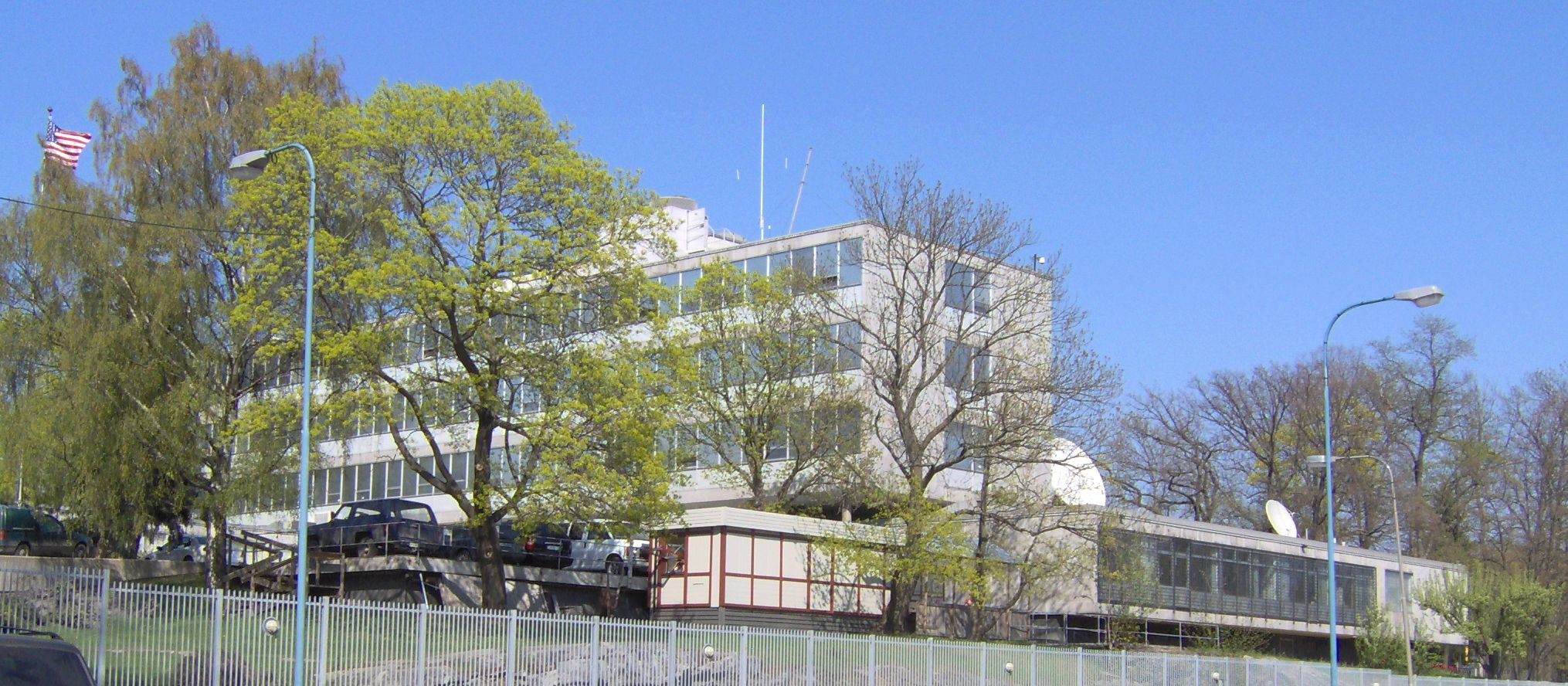
Ambassade à Stockholm.
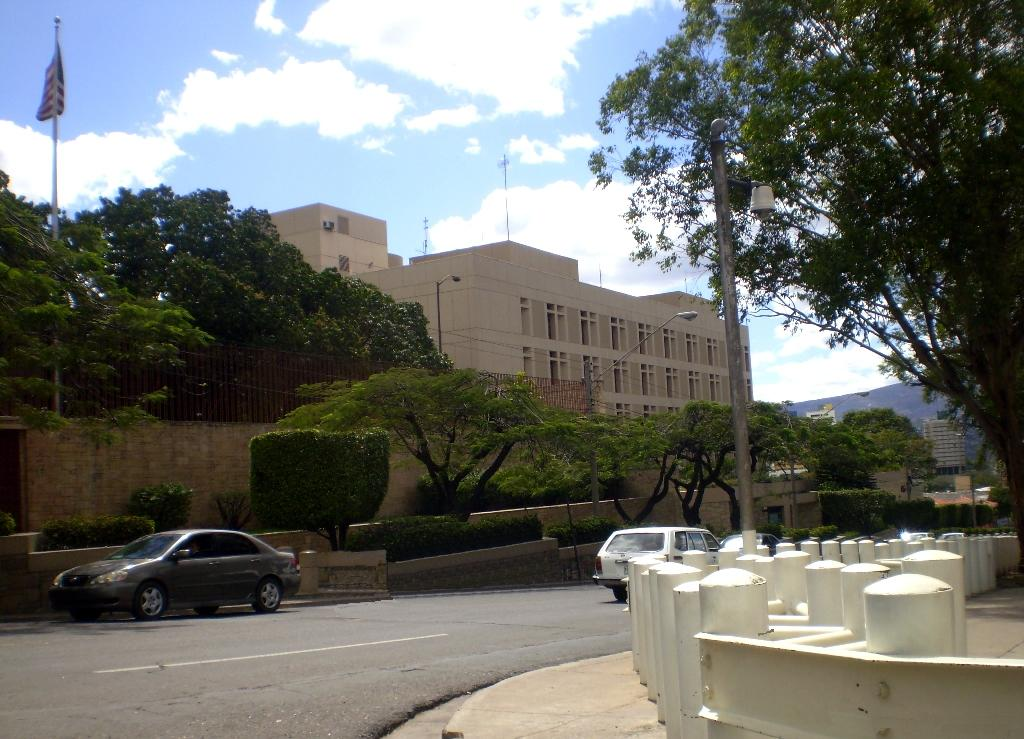
Ambassade à Tegucigalpa.
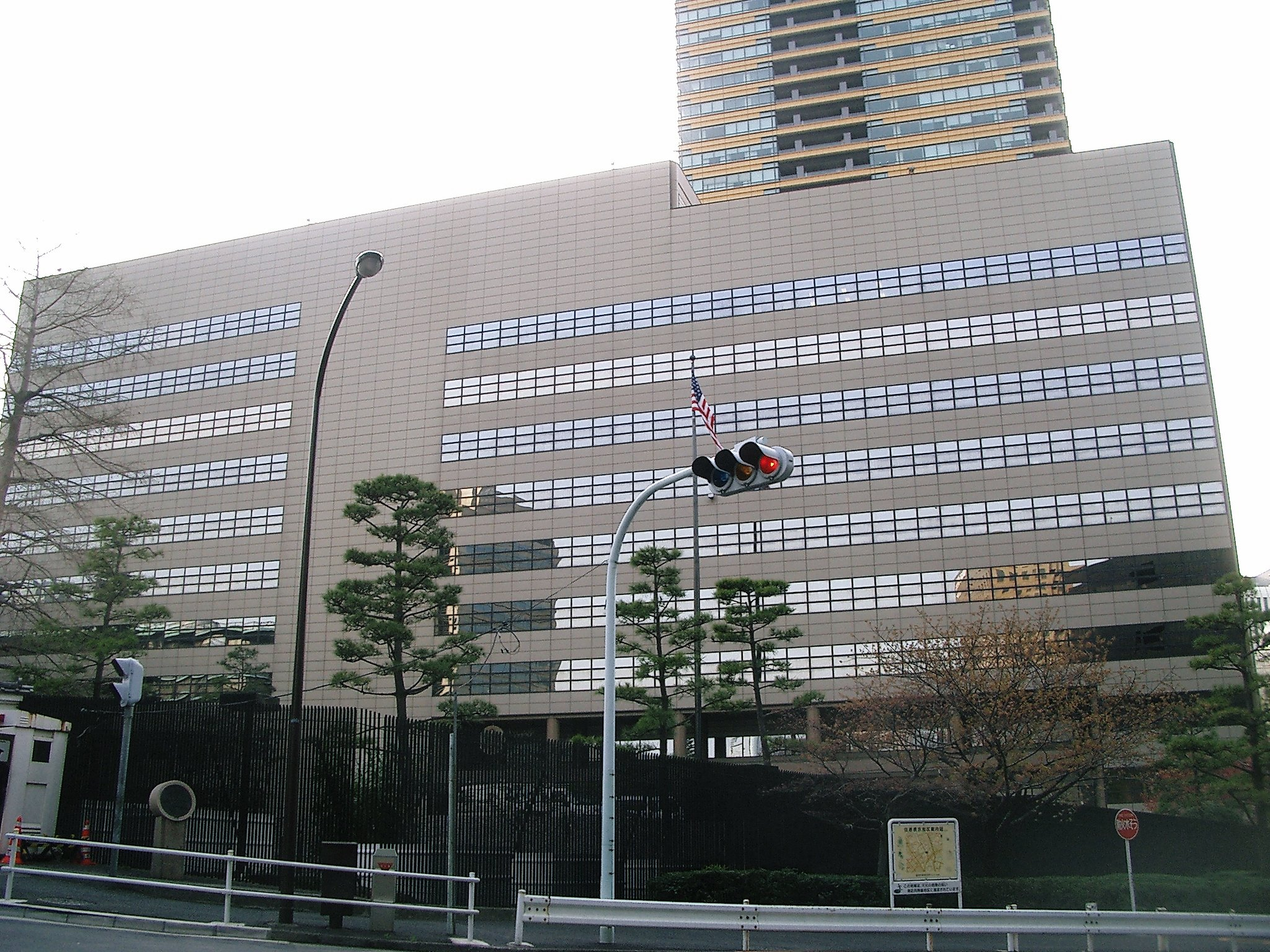
Ambassade à Tokyo.
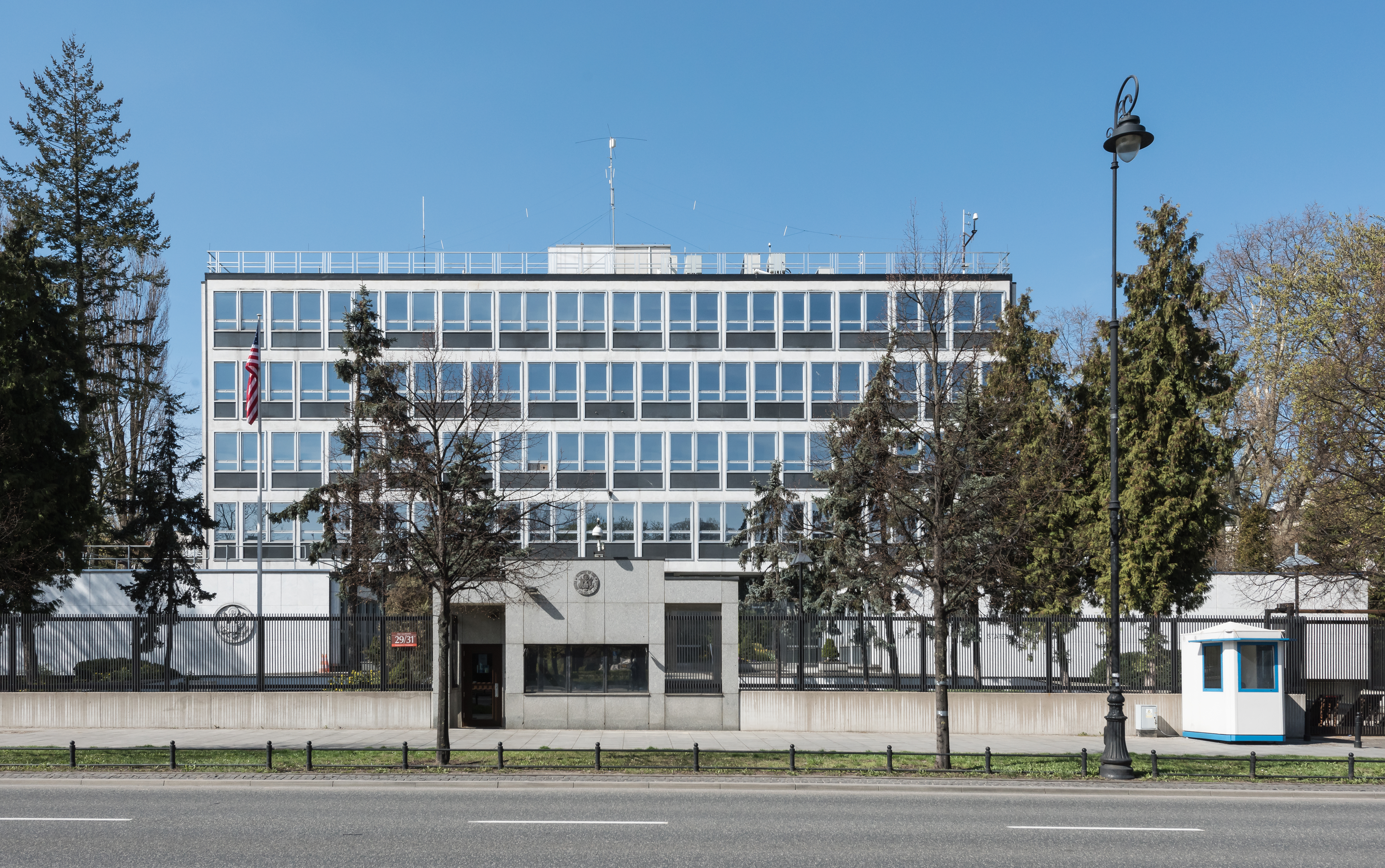
Ambassade à Varsovie.
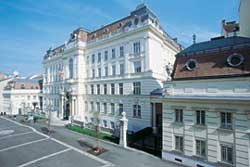
Ambassade à Vienne.
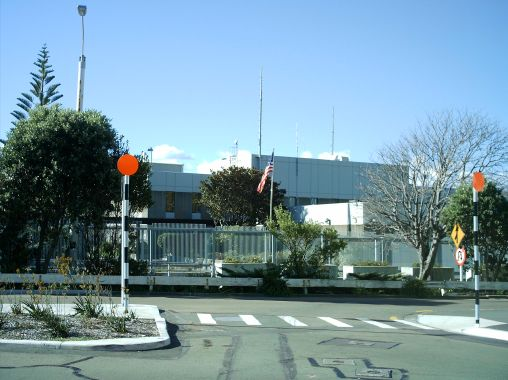
Ambassade à Wellington.
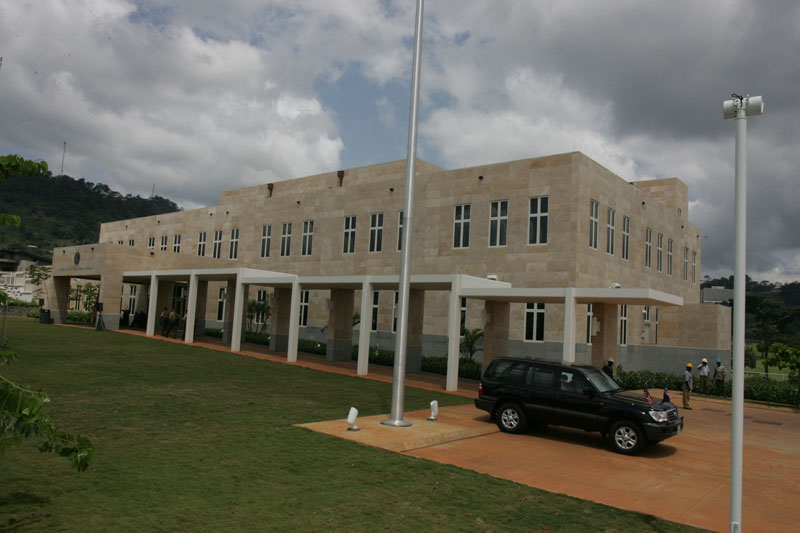
Ambassade à Yaoundé.
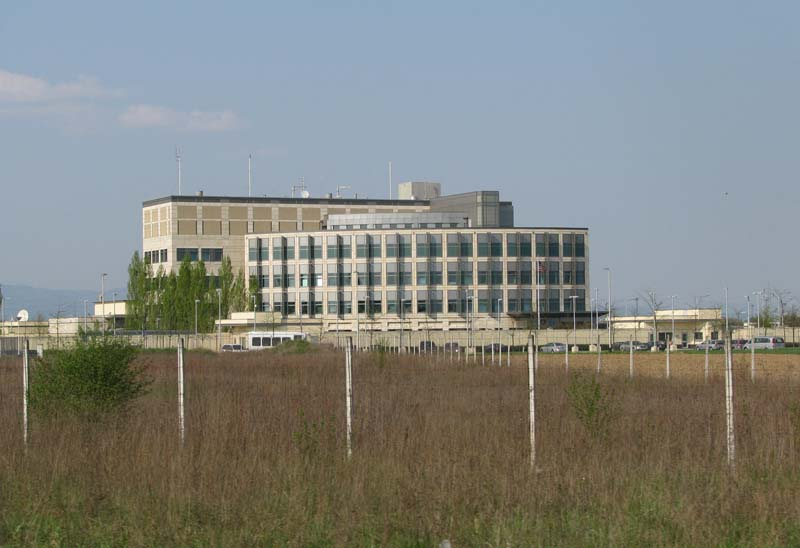
Ambassade à Zagreb.

## Sécurité
La sécurité des représentations diplomatiques est prise en charge par le Diplomatic Security Service ayant à sa disposition le Marine Corps Embassy Security Group, des gardes de sécurité de l'USMC.